# Biserica fortificată din Curciu

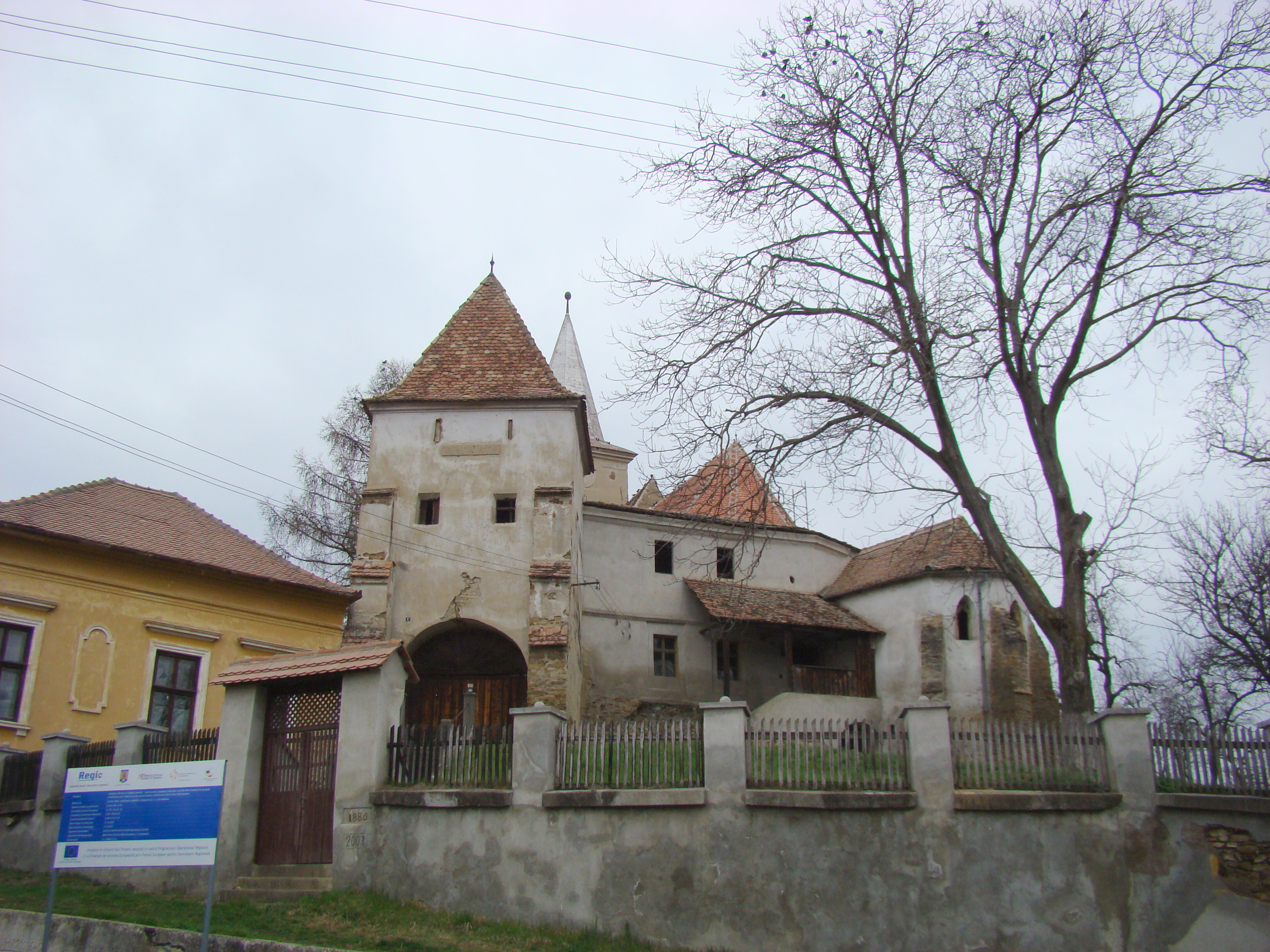
Biserica evanghelică fortificată din Curciu, comuna Dârlos, județul Sibiu, foto: aprilie 2013.

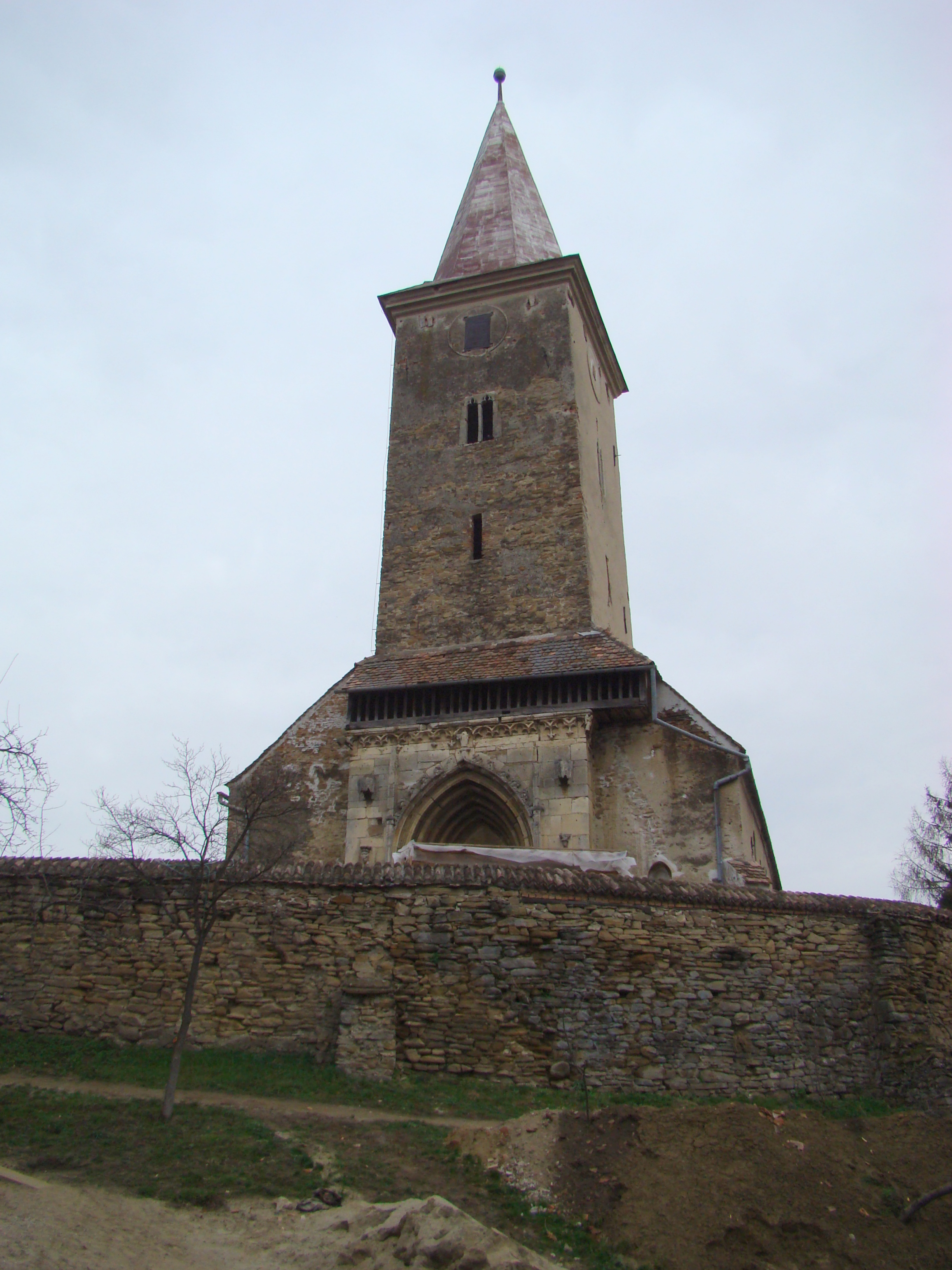
Biserica evanghelică fortificată din Curciu, comuna Dârlos, județul Sibiu, foto: aprilie 2013.

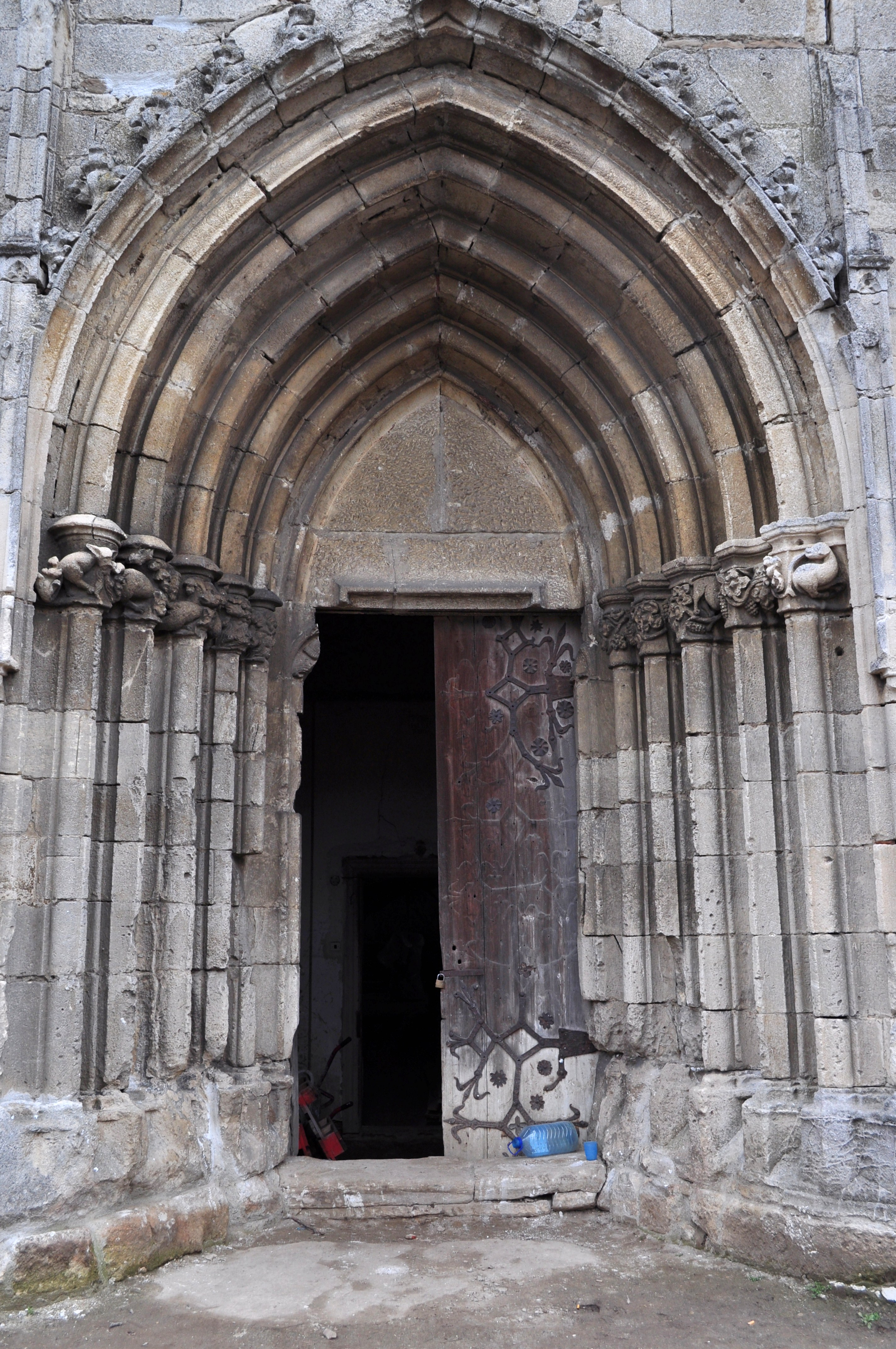
Portalul cu 5 retrageri și arc frânt este realizat într-un rezalit din piatră de talie, care, în partea superioară, are o friză de crin.

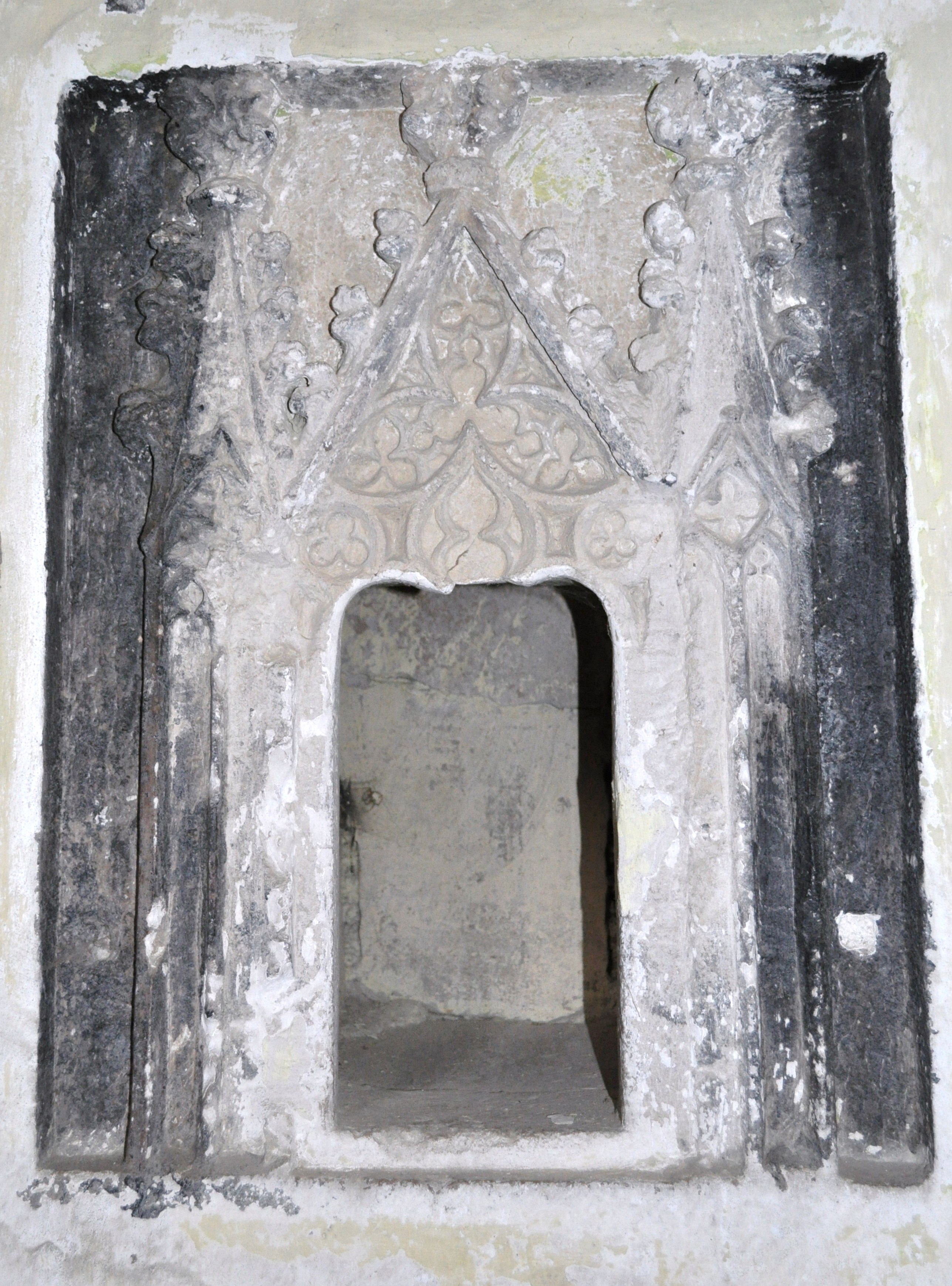
Tabernacolul-nișă

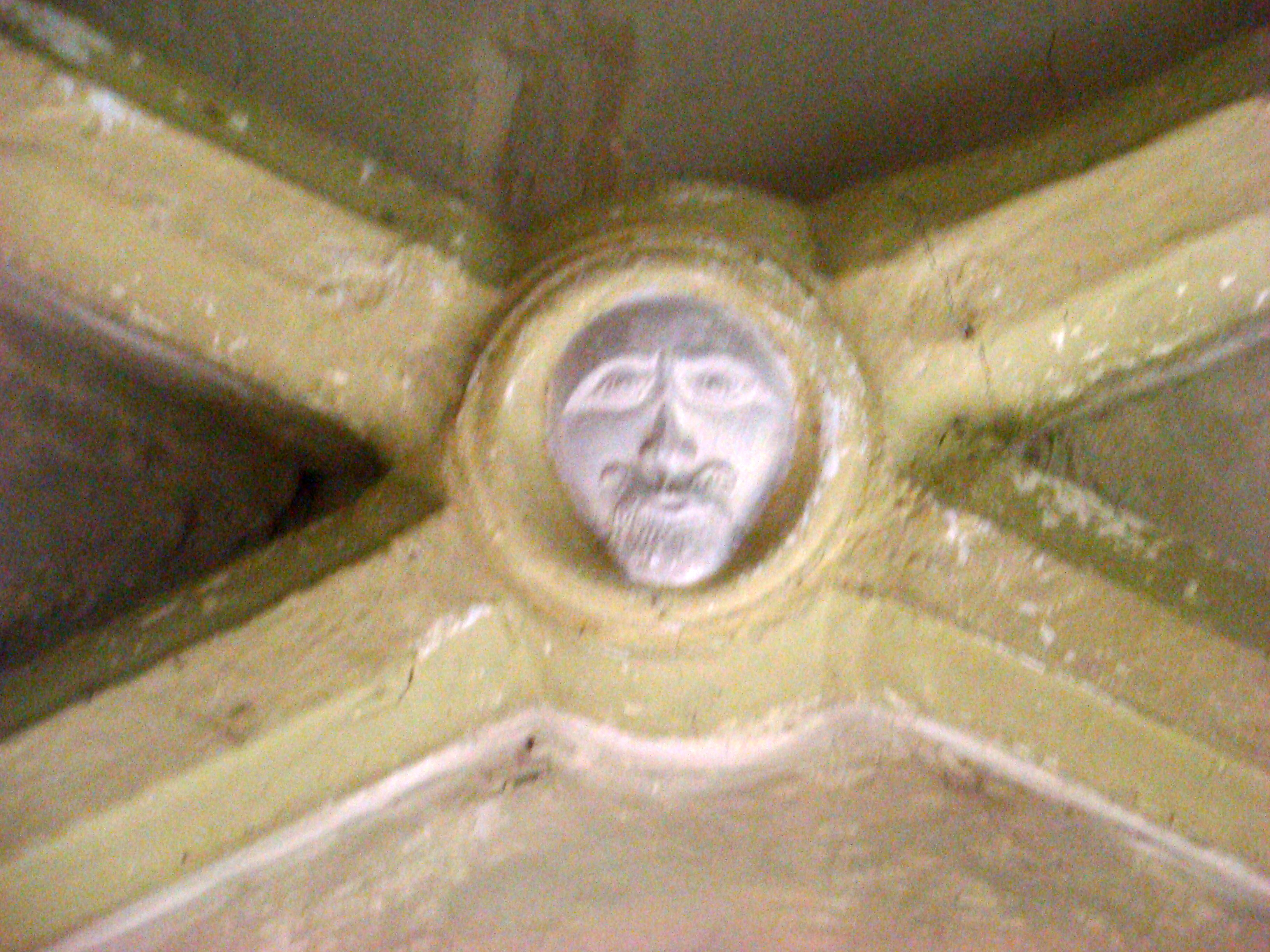
Cheie de boltă

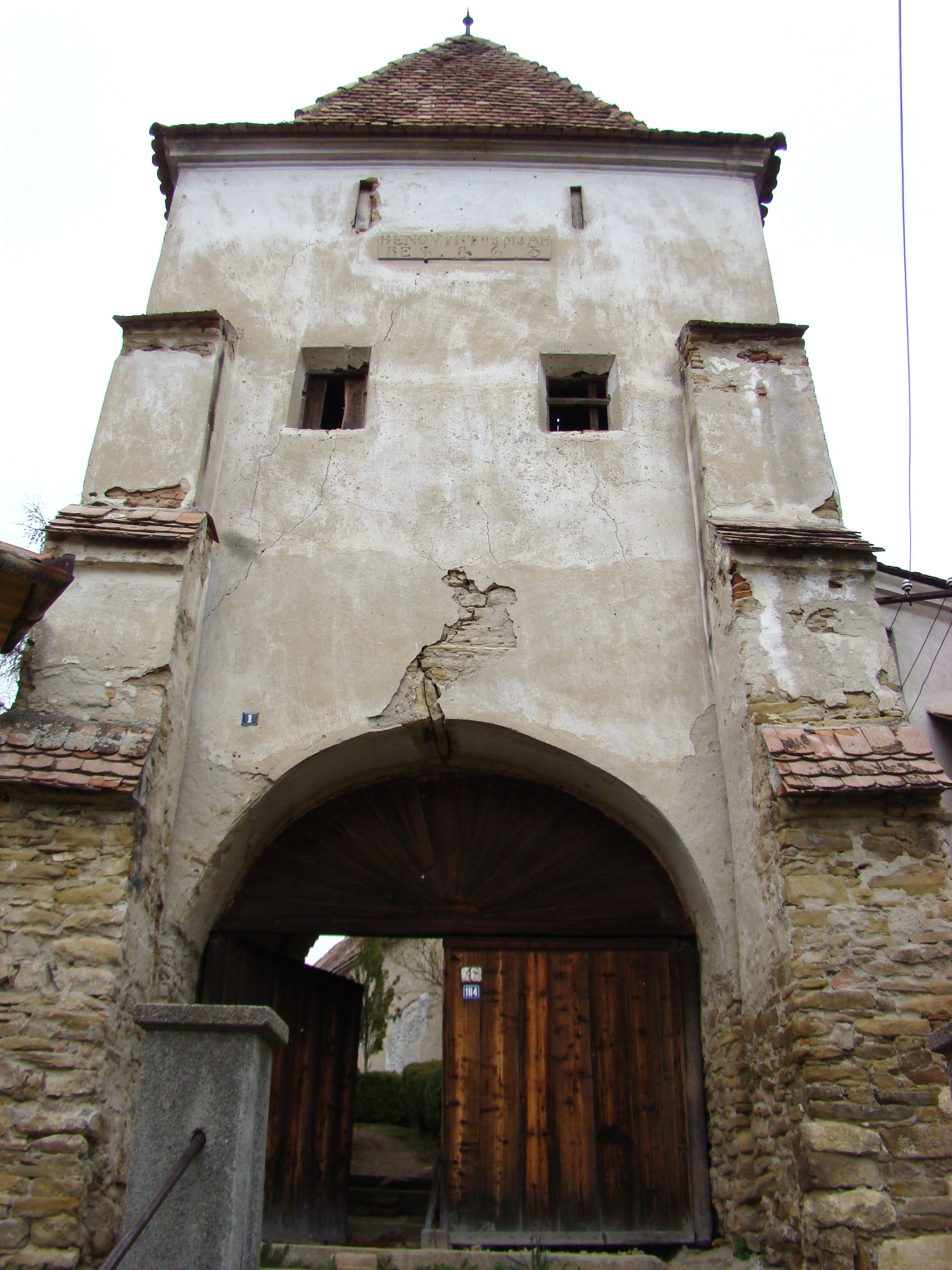
Turnul de poartă, cu ghidaje de hersă, ce întărește în partea de sud zidul de incintă oval ce înconjoară biserica

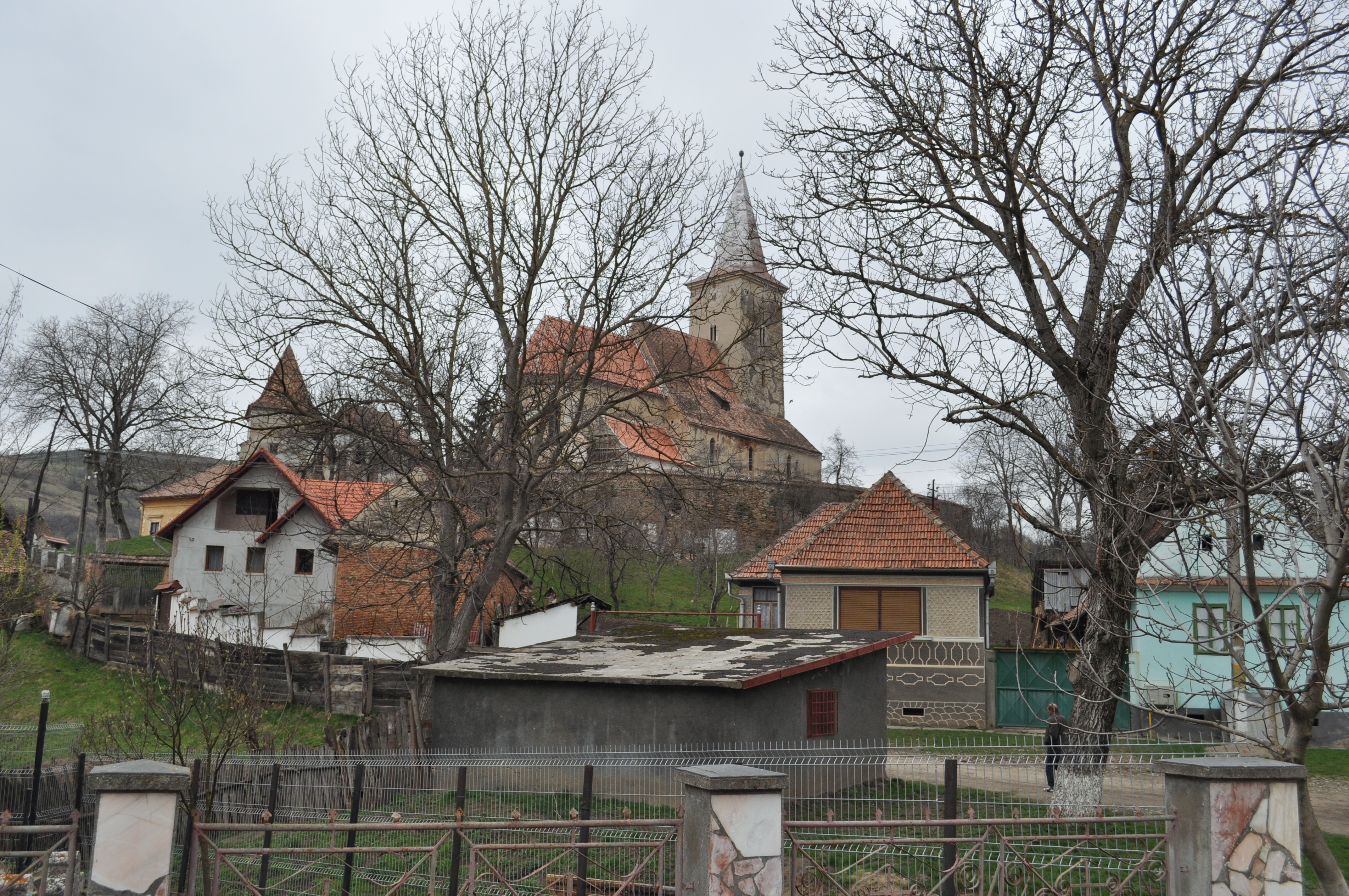
Biserica din depărtare

Biserica evanghelică fortificată din Curciu, comuna Dârlos, județul Sibiu, a fost ridicată în prima jumătate a secolului al XV-lea; biserica figurează pe lista monumentelor istorice 2010, cod LMI SB-II-a-A-12371.

## Localitatea
Curciu era în antichitate o așezare dacică, un simplu sat, care ocupa un hectar din locul numit astăzi „La Fântâni". Ea se suprapunea unor așezări din epoca bronzului și din cea a fierului timpuriu.
În 1337, un sas pe nume „Petro de Keuruz" este pomenit într-un document ca martor într-un proces, localitatea sa de obârșie fiind desemnată ca „senioribus sediuin de Medies", adică parte din Scaunul Mediașului.

## Biserica și fortificația
În prima jumătate a secolului al XV-lea a fost ridicată biserica-sală. Biserica Evanghelică-Luterană, frumos exemplar de arhitectură gotică târzie, cu o singură  navă și cu un cor cu două travee sprijinite de contraforți, a fost construită în stil gotic și este lipsită de turn. În interiorul corului au fost degajate în 1975 picturi în benzi ornamentale și figurile a doi sfinți, pictate la începutul secolului al XVI-lea. Remarcabile sunt ancadramentele ferestrelor, bogat dantelate si fragmentele de pictura murală de pe fațadele corului: scene din patimirile lui Isus și Sf. Cristofor, de mari dimensiuni (sec. XVI, înainte de 1544). Relicte ale unor stele funerare romane zidite în pereți, una dintre acestea, reprezentând taurul lui Poseidon a fost la originea unei confuzii cu o posibilă prezență a stemei Moldovei pe pereții bisericii.
Altarul, orga, amvonul și stranele datează din sec al XIX-lea. Orga bisericii, care a fost construită în 1844 de Wilhelm Maetz și restaurată în 1906 de Andreas Scherer, este murdară, neîngrijită, dar nedeteriorată și în stare de funcționare.
Dispărută în zilele noastre, fortificația poate fi doar dedusă din topologia locului. O gravură din secolul al XIX-lea înfățișa biserica înconjurată de o  curtină și se pare că la începutul secolului al XX-lea se păstra încă o parte a incintei, cu cămări de provizii.
Între 1969-1971 sunt realizate lucrări de consolidare la incintă, capelă și acoperișul bisericii, iar între 1995-1996, este reparat acoperișul turnului. În prezent (2013) au loc lucrări complexe de consolidare și renovare.

## Imagini din exterior

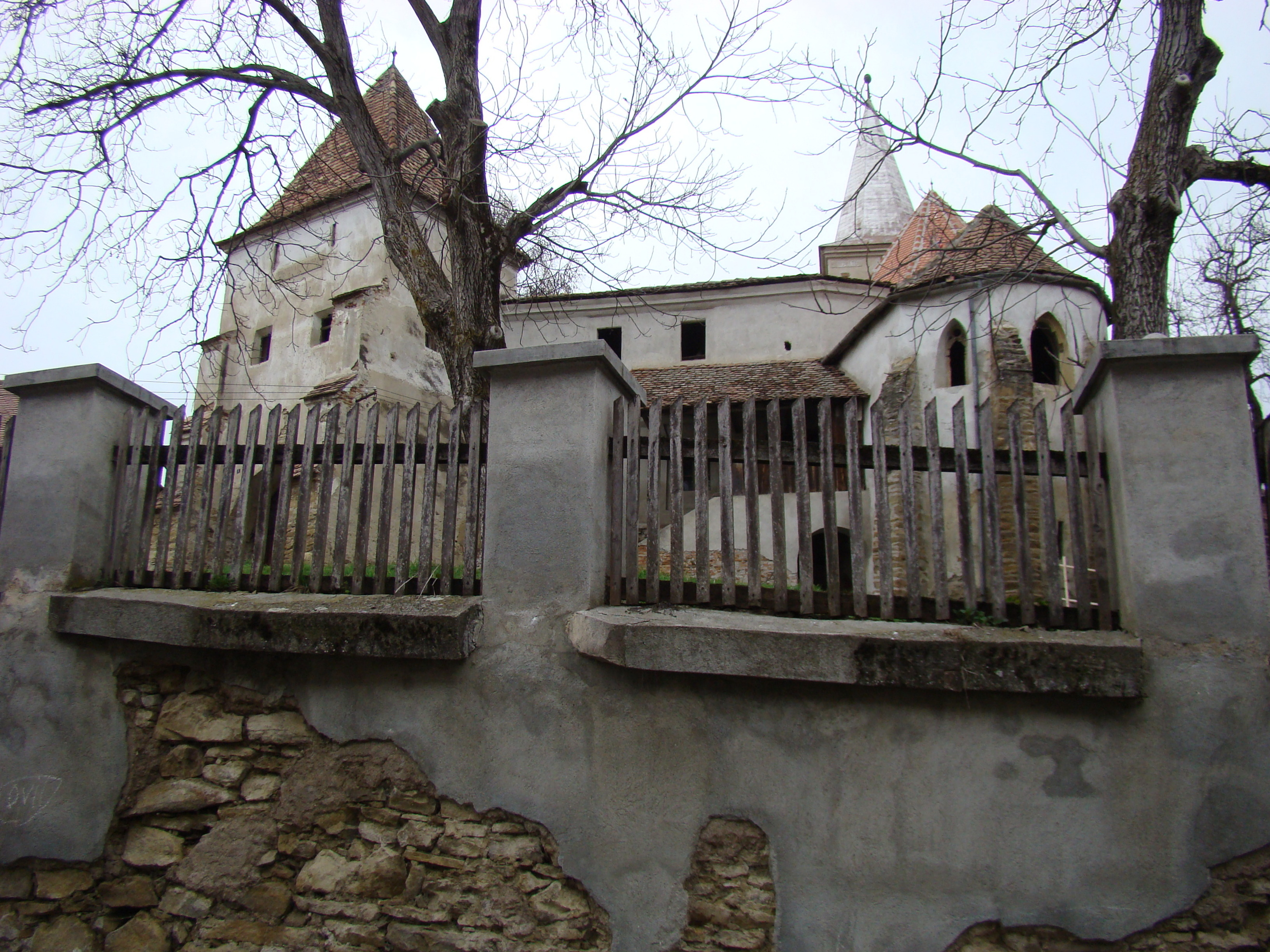
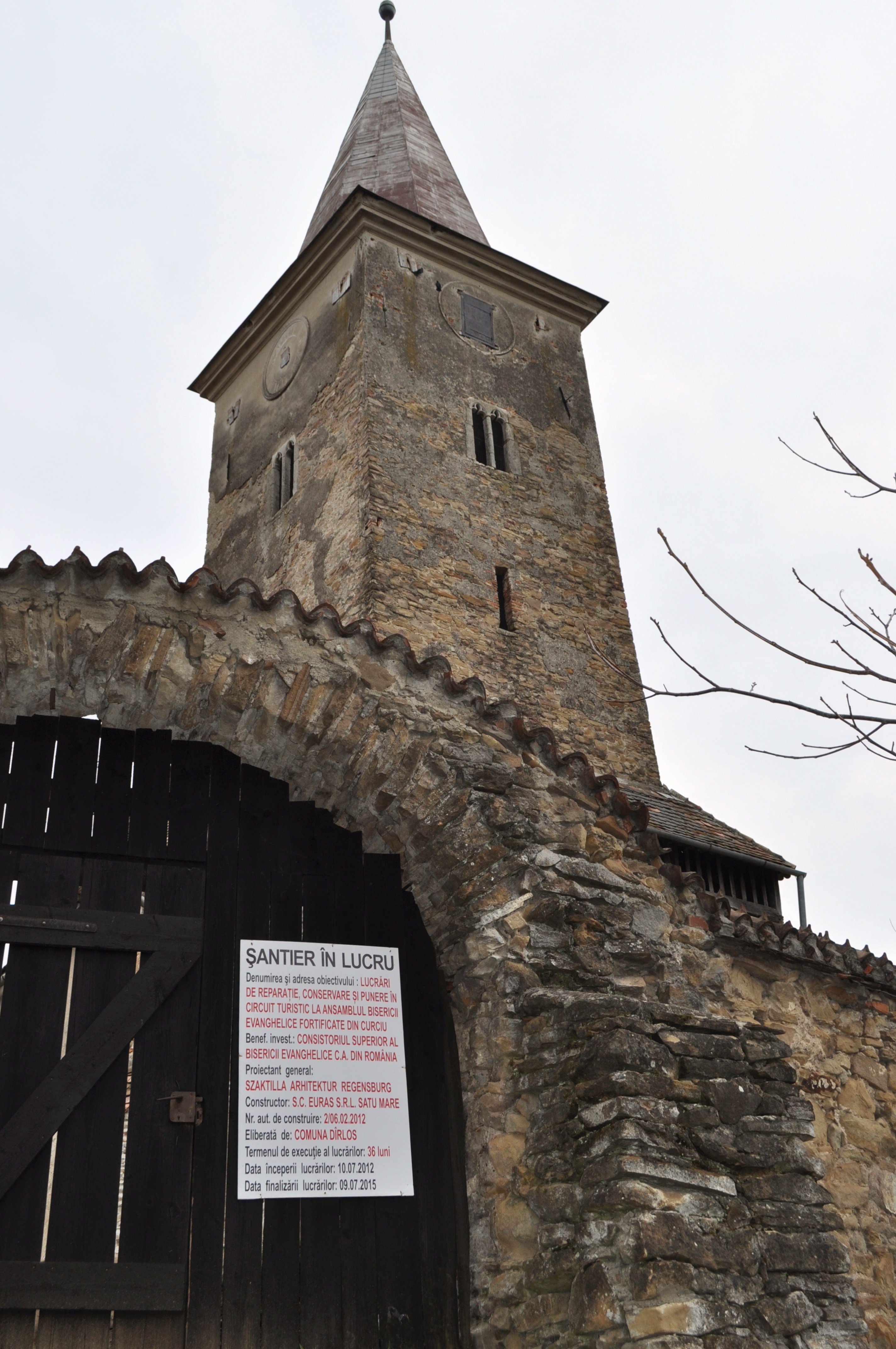
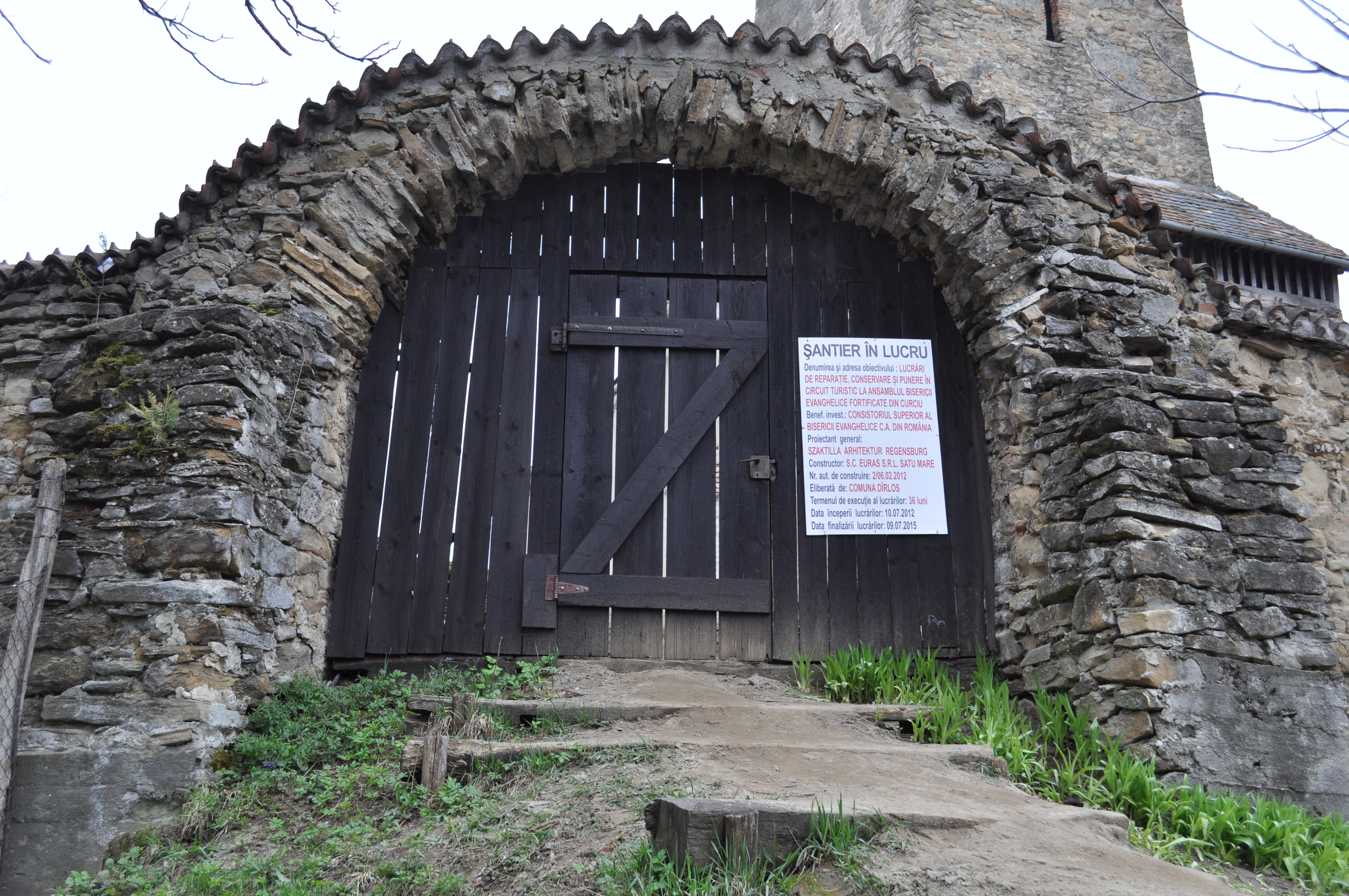
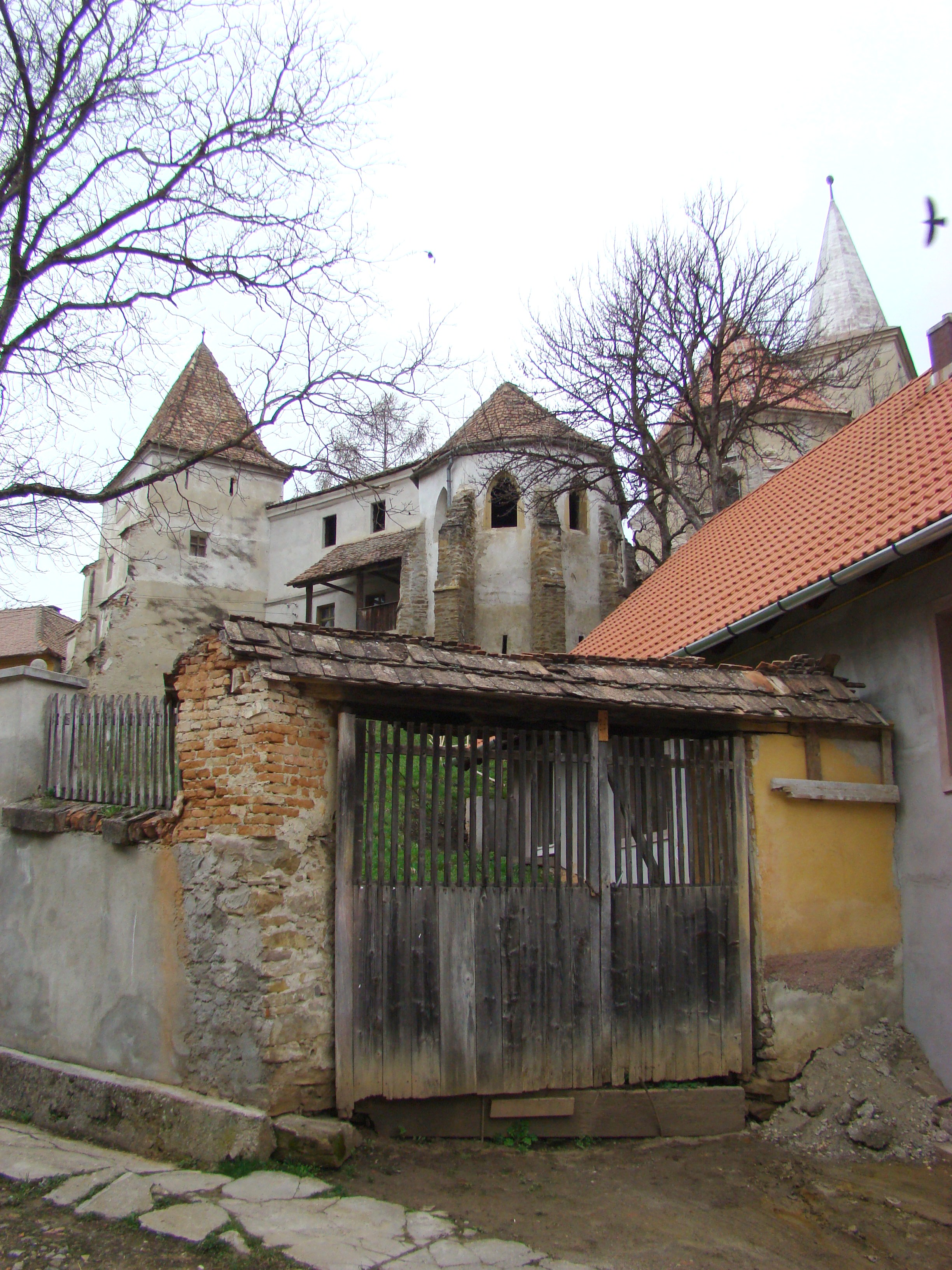
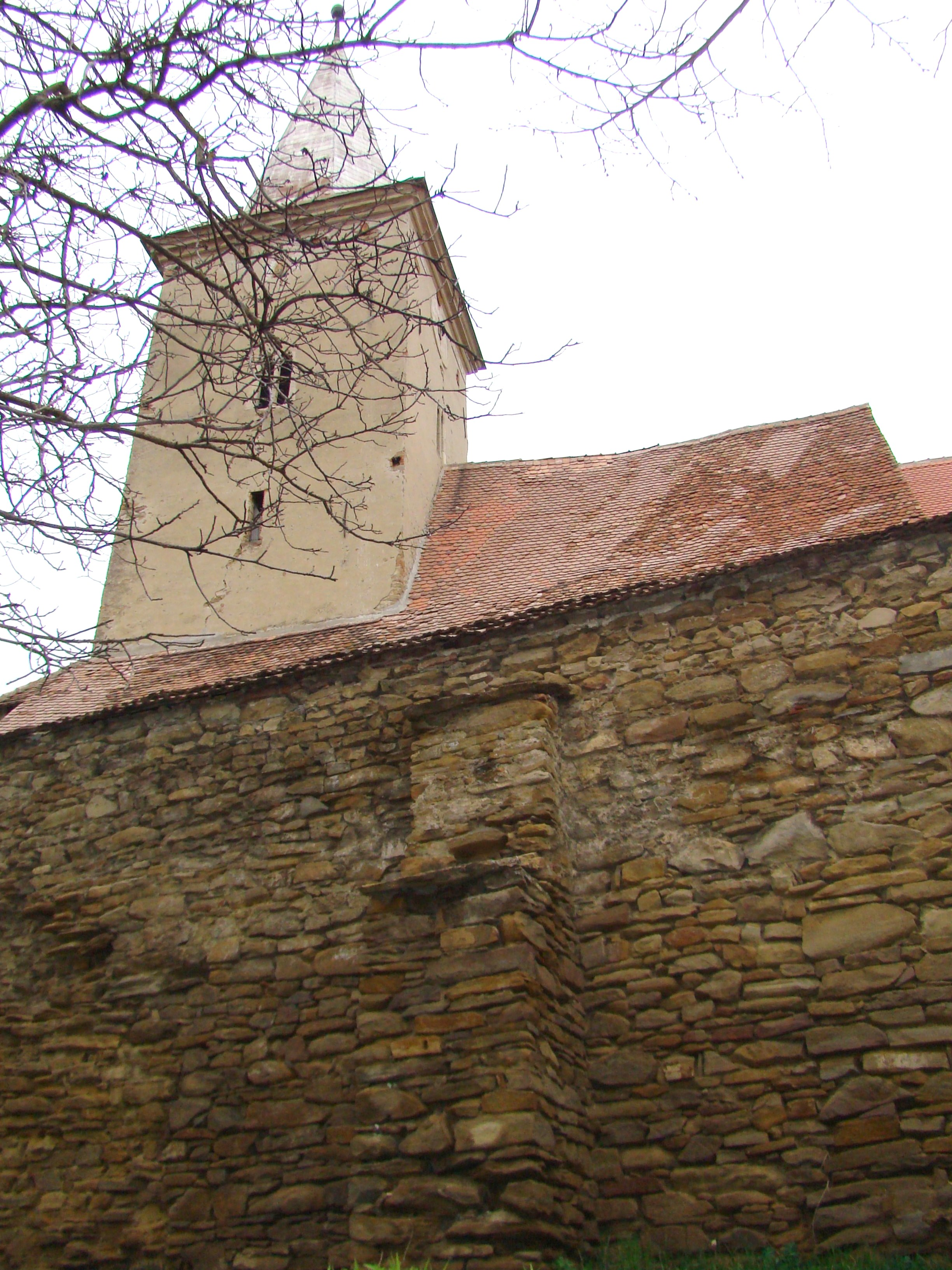
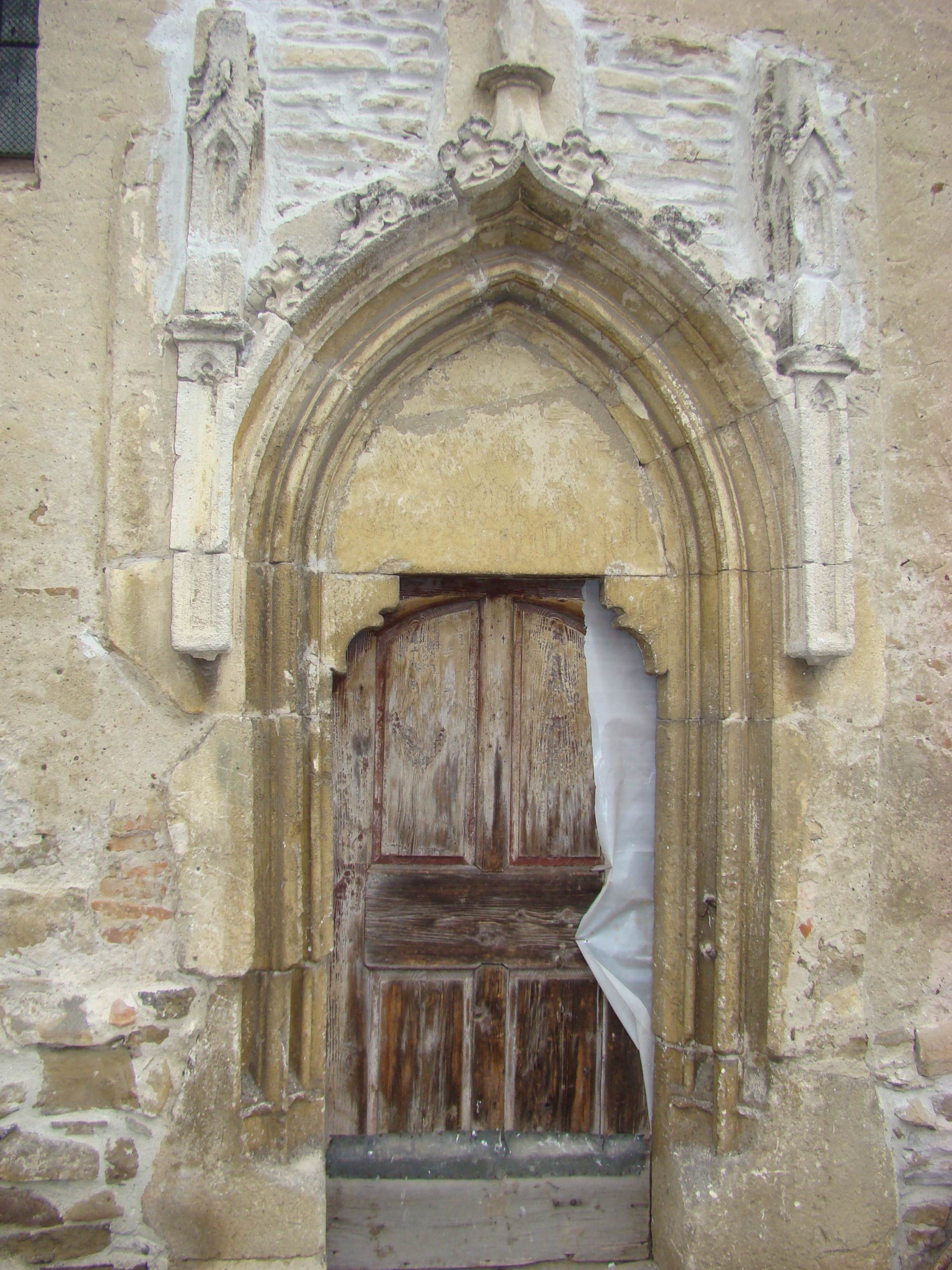
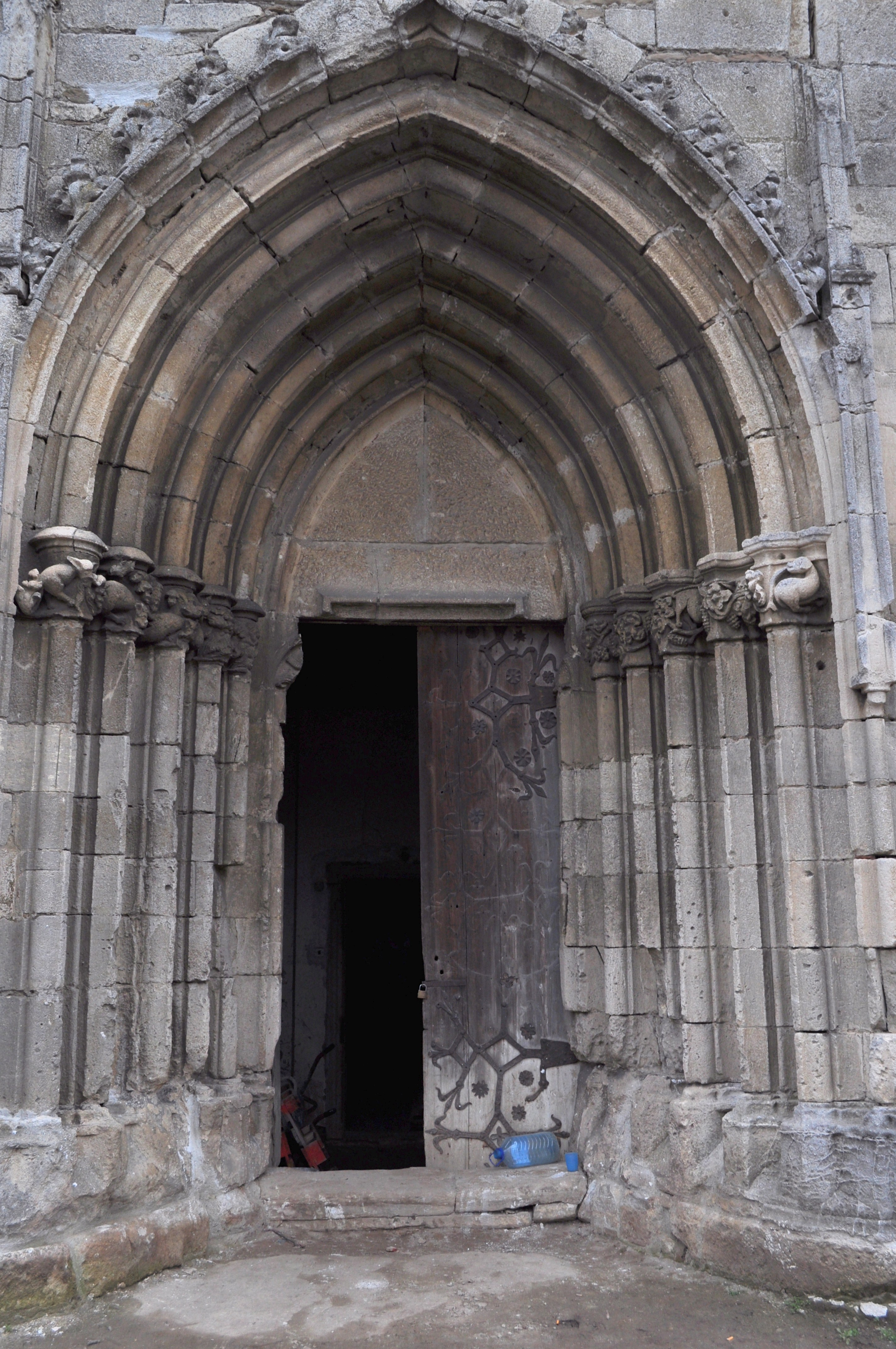
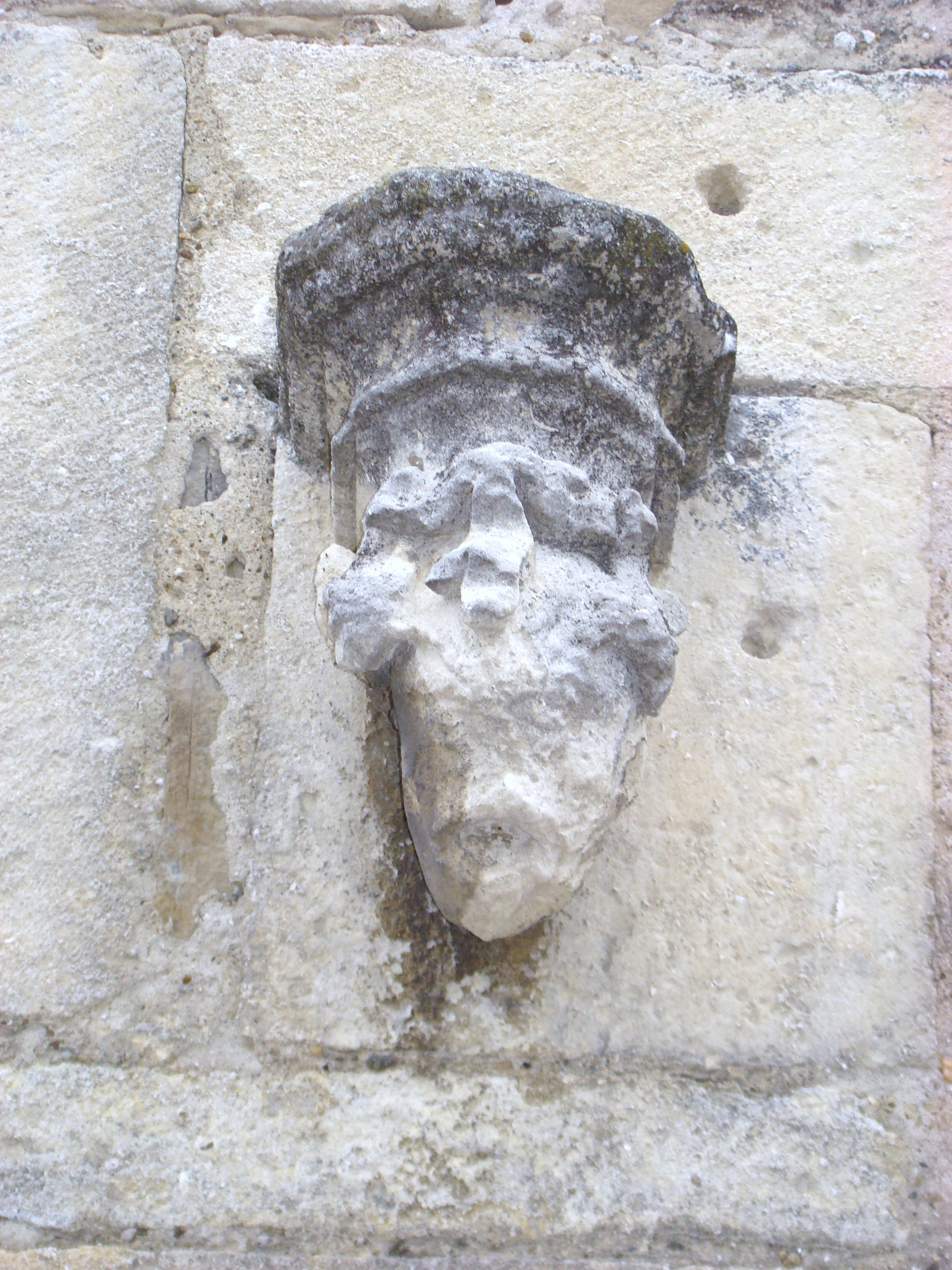
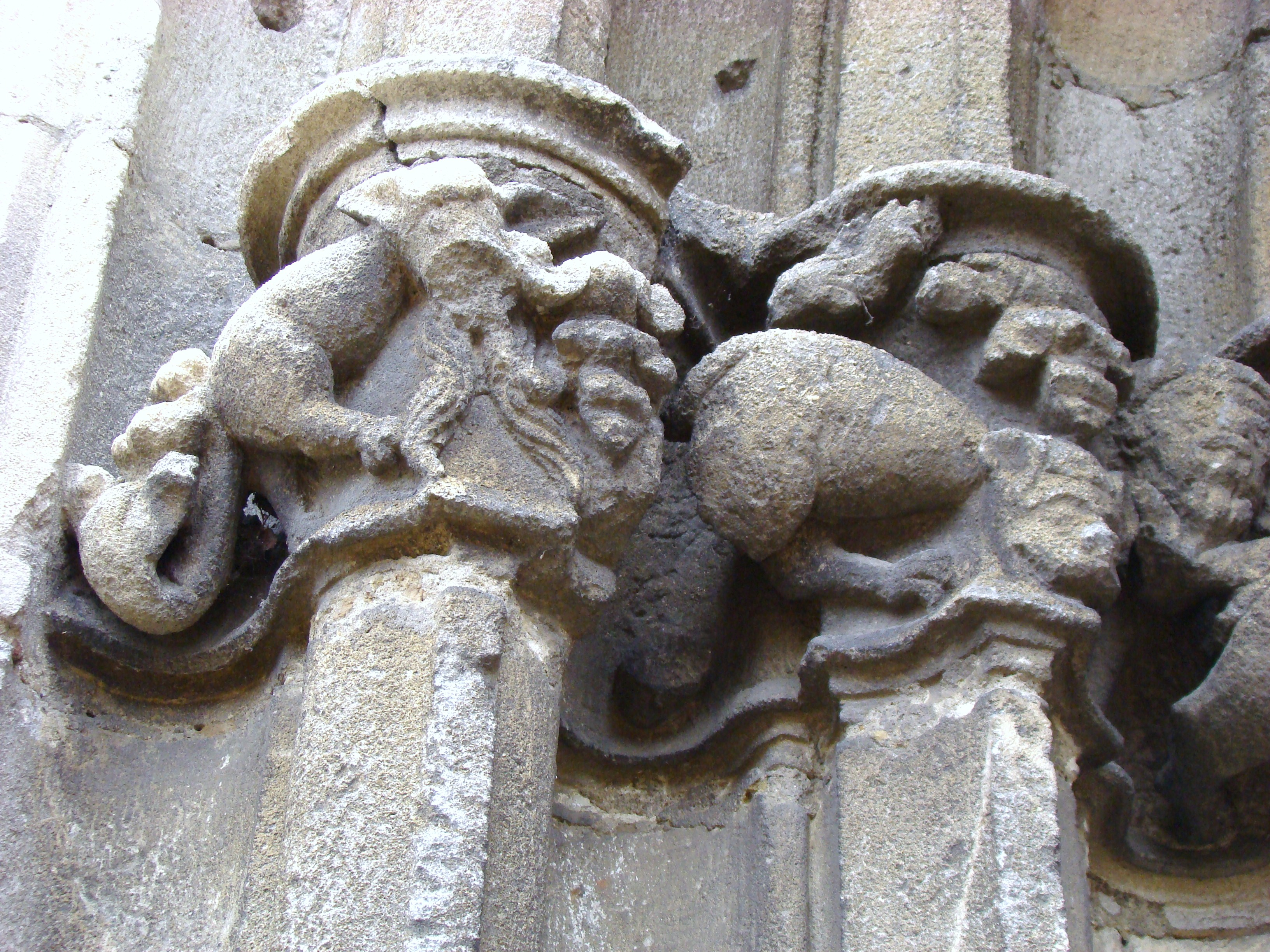
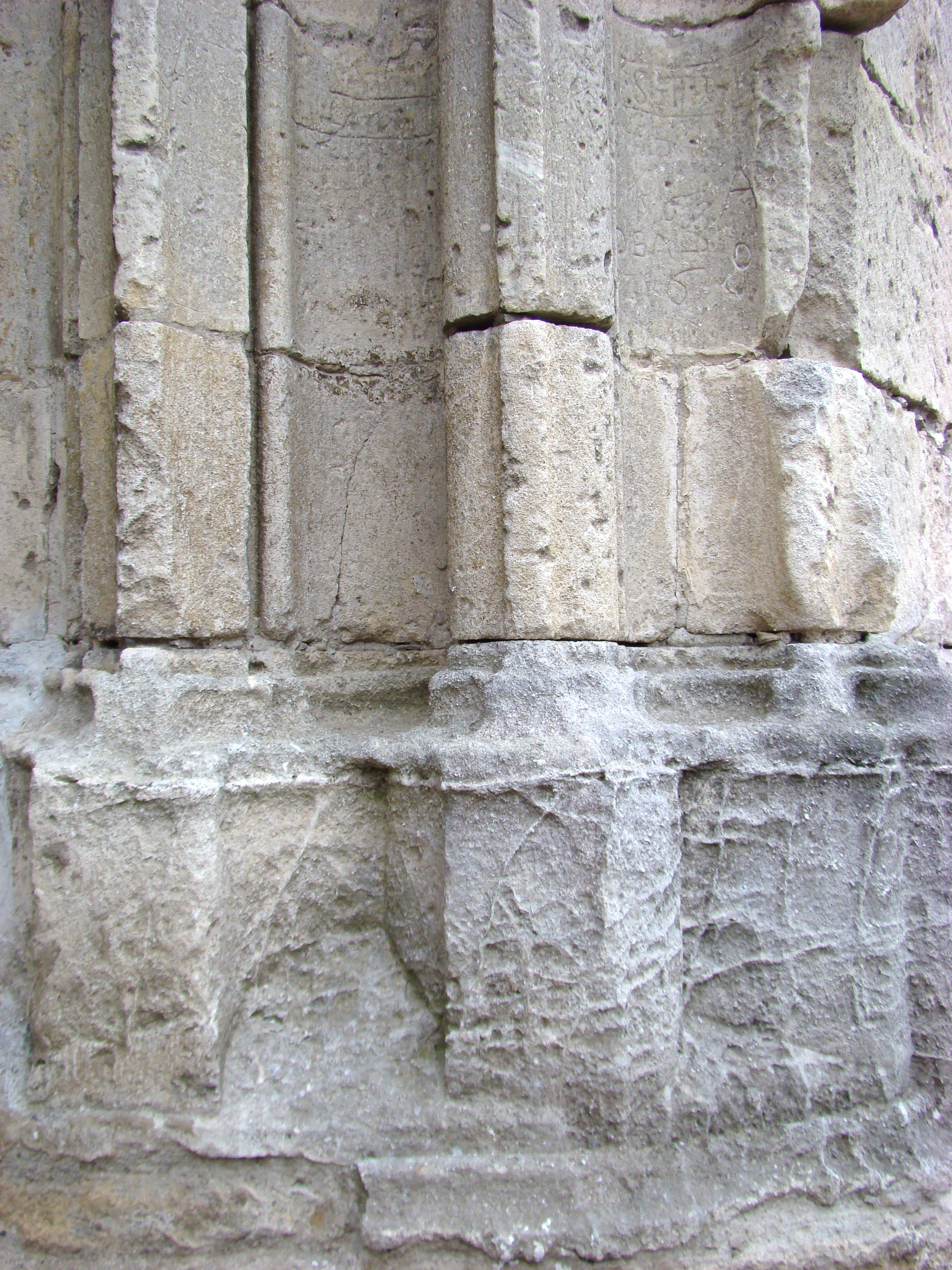
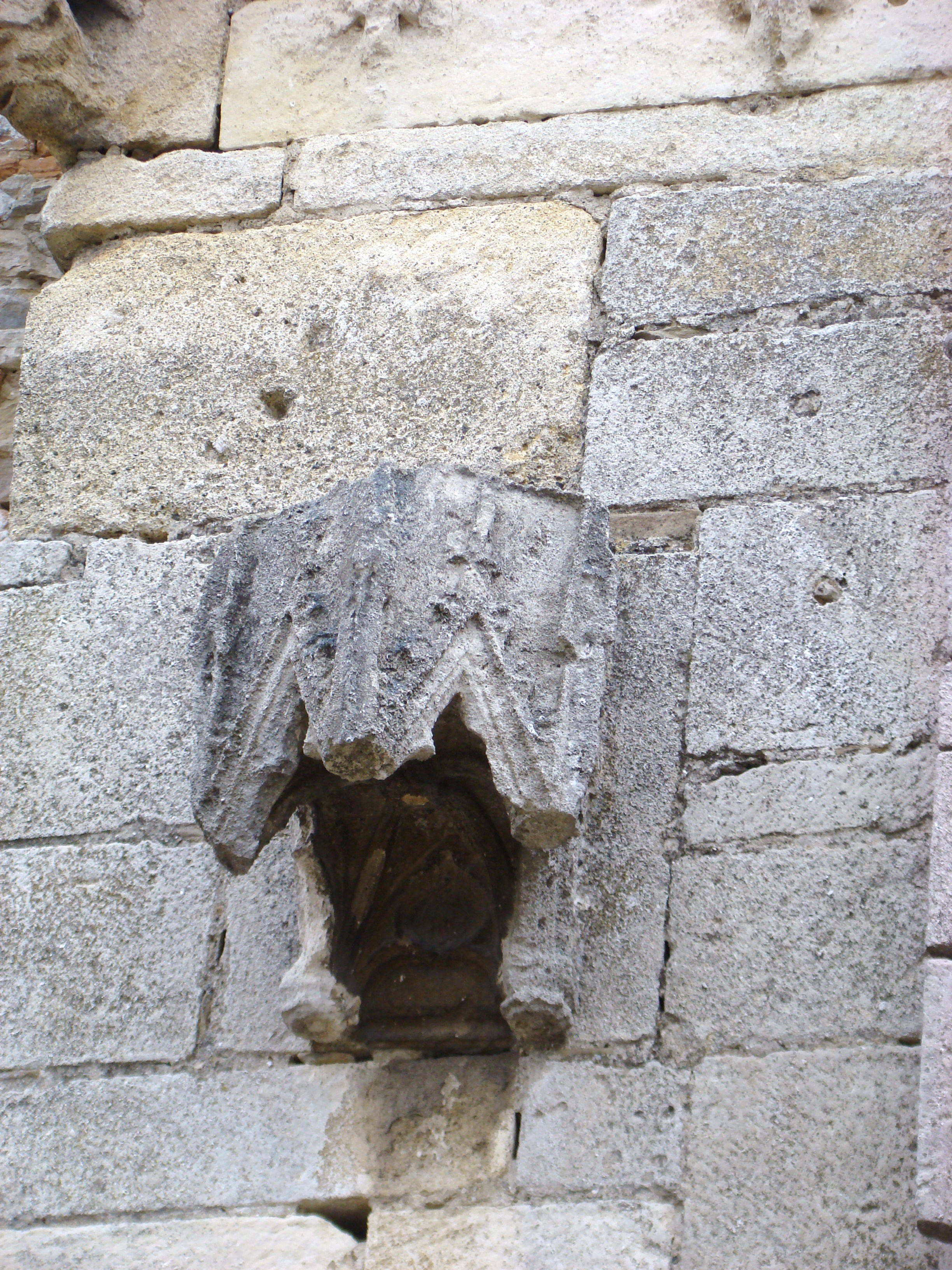
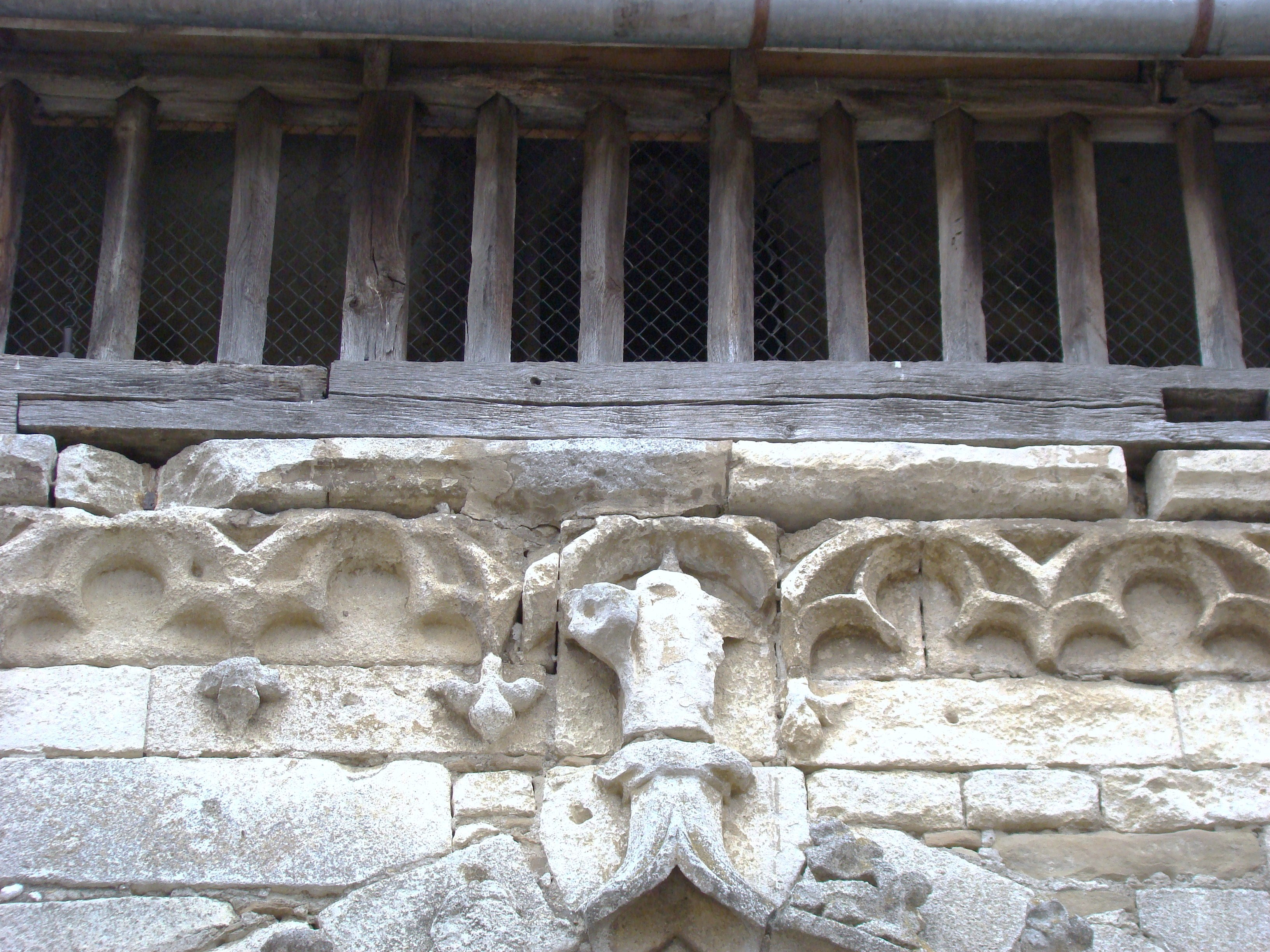
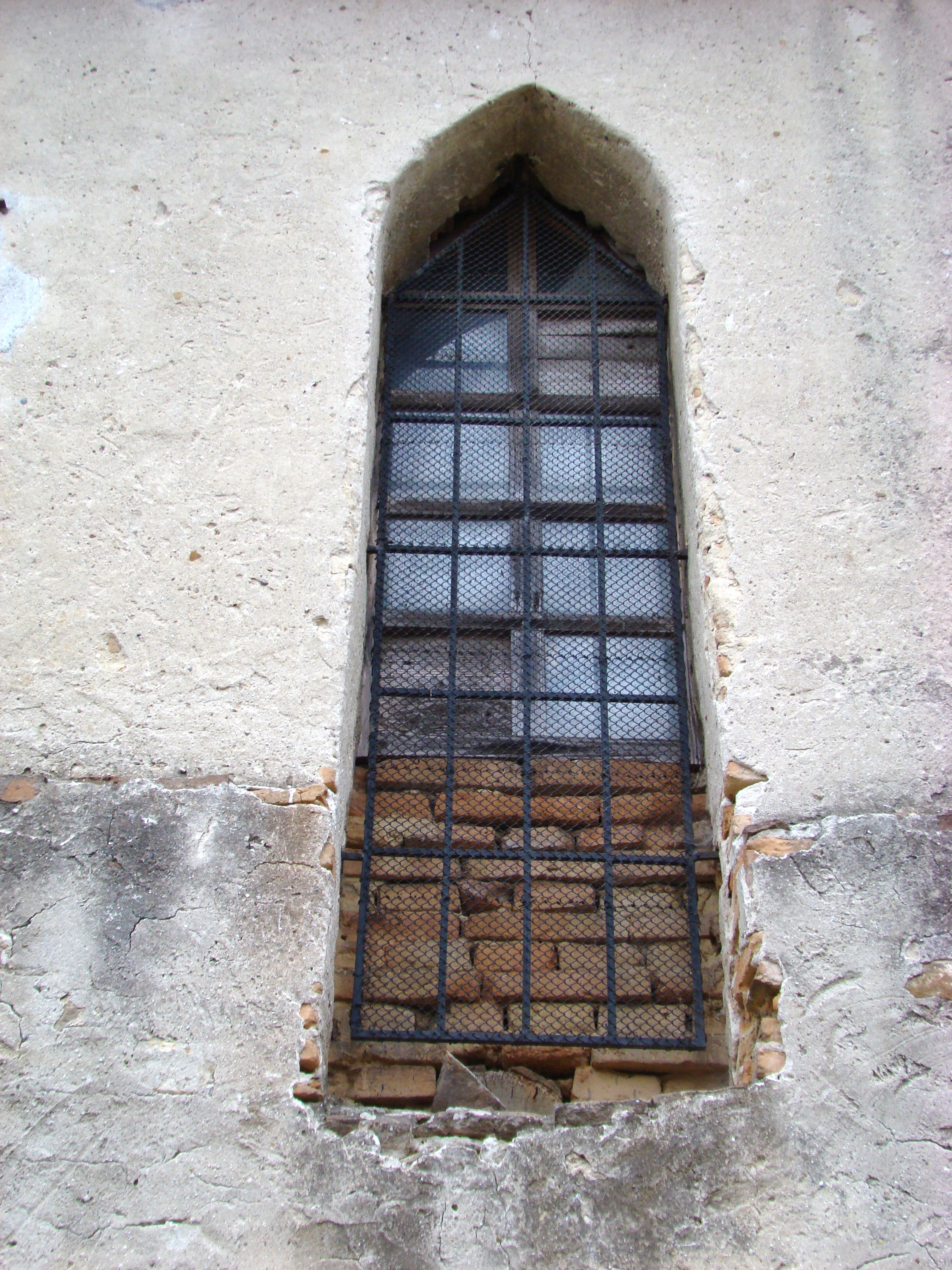
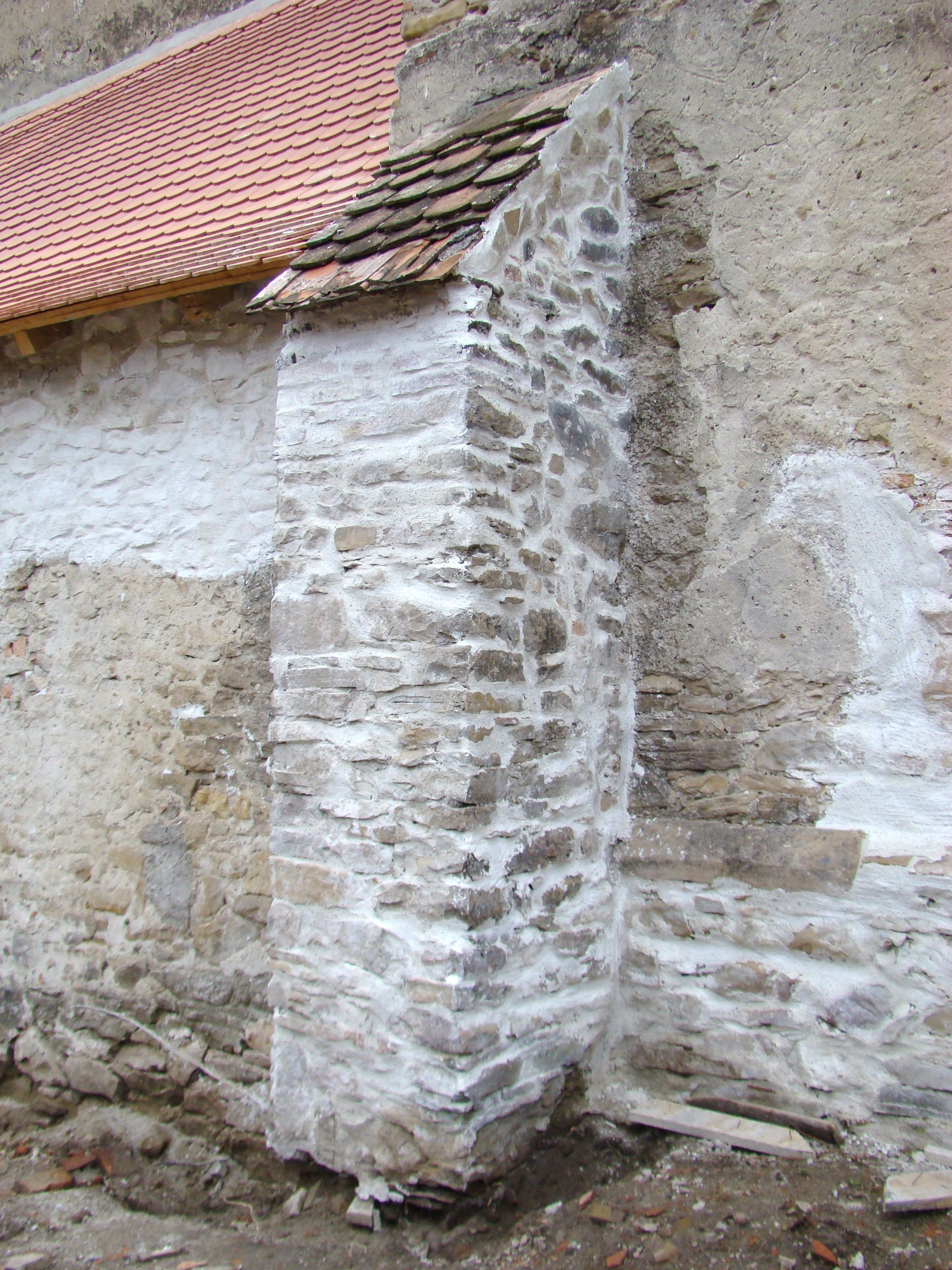
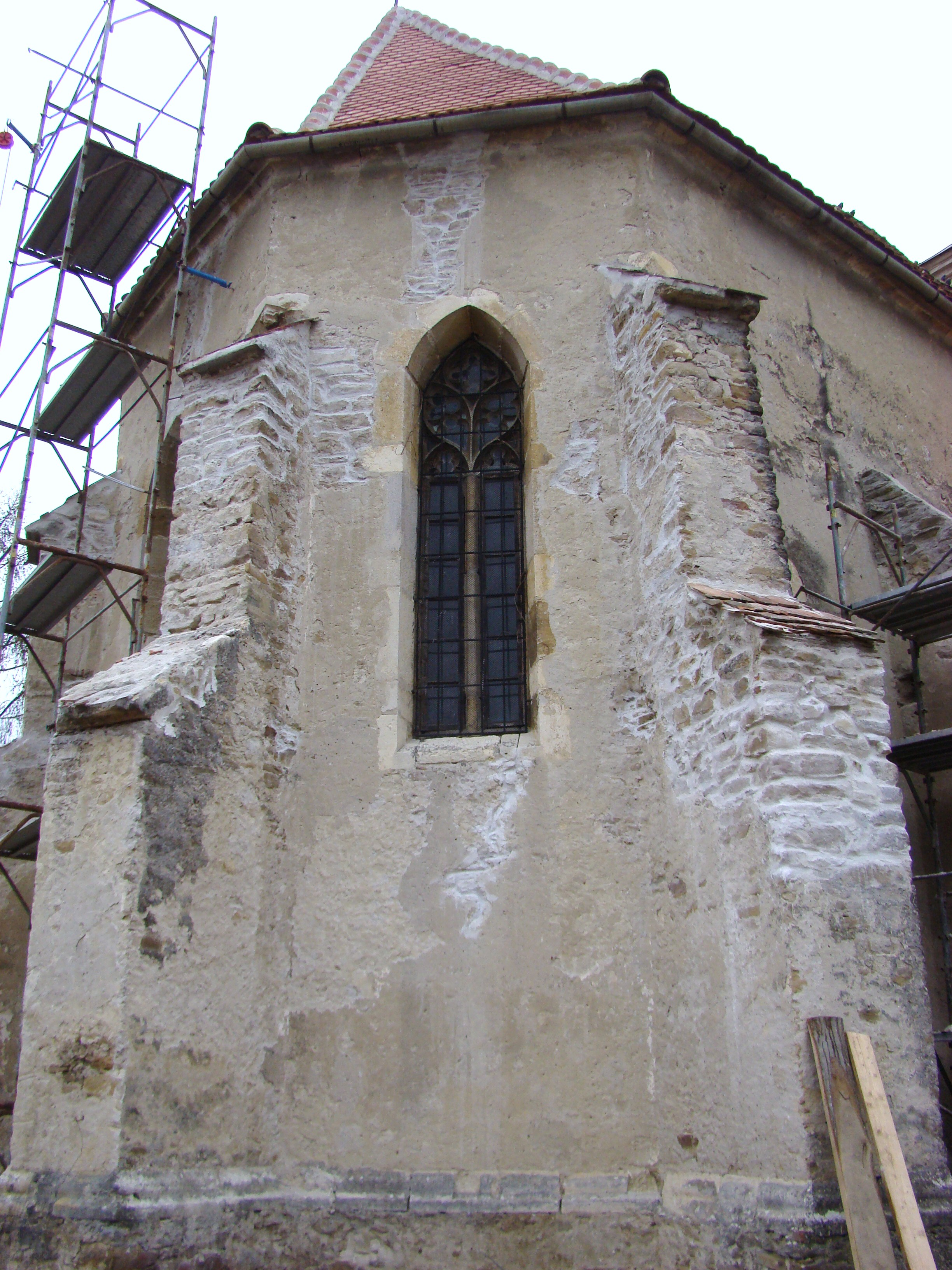
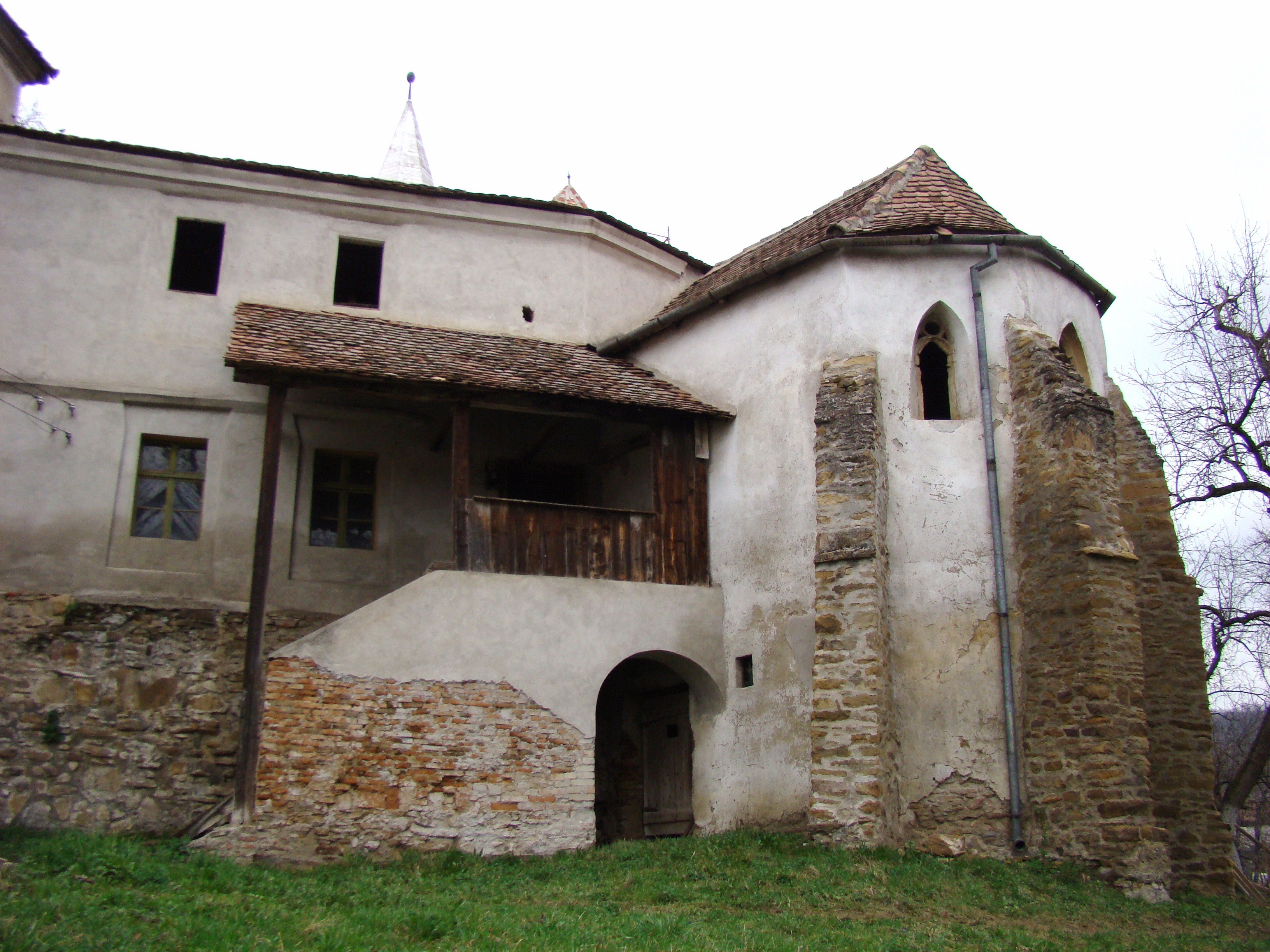
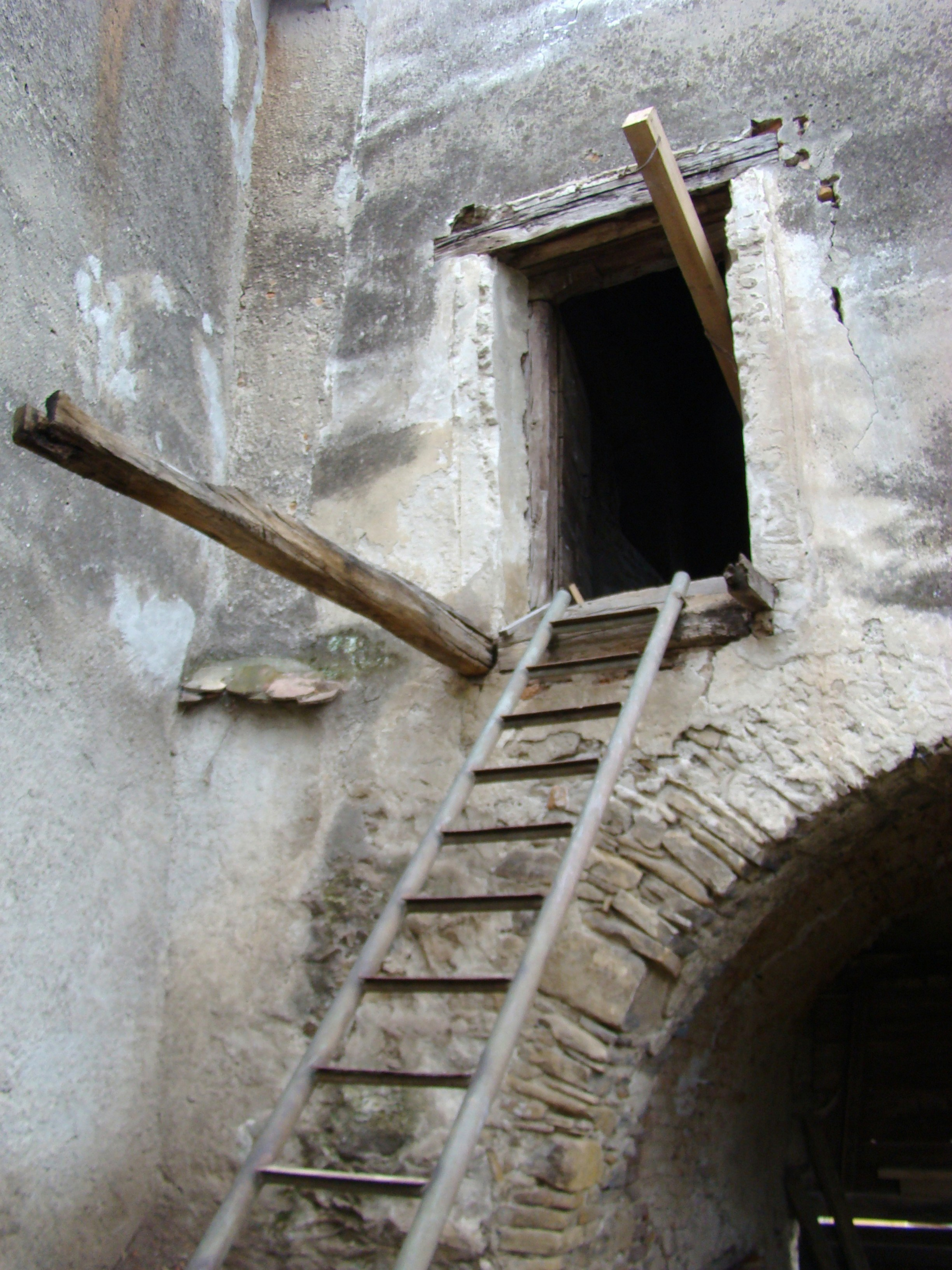
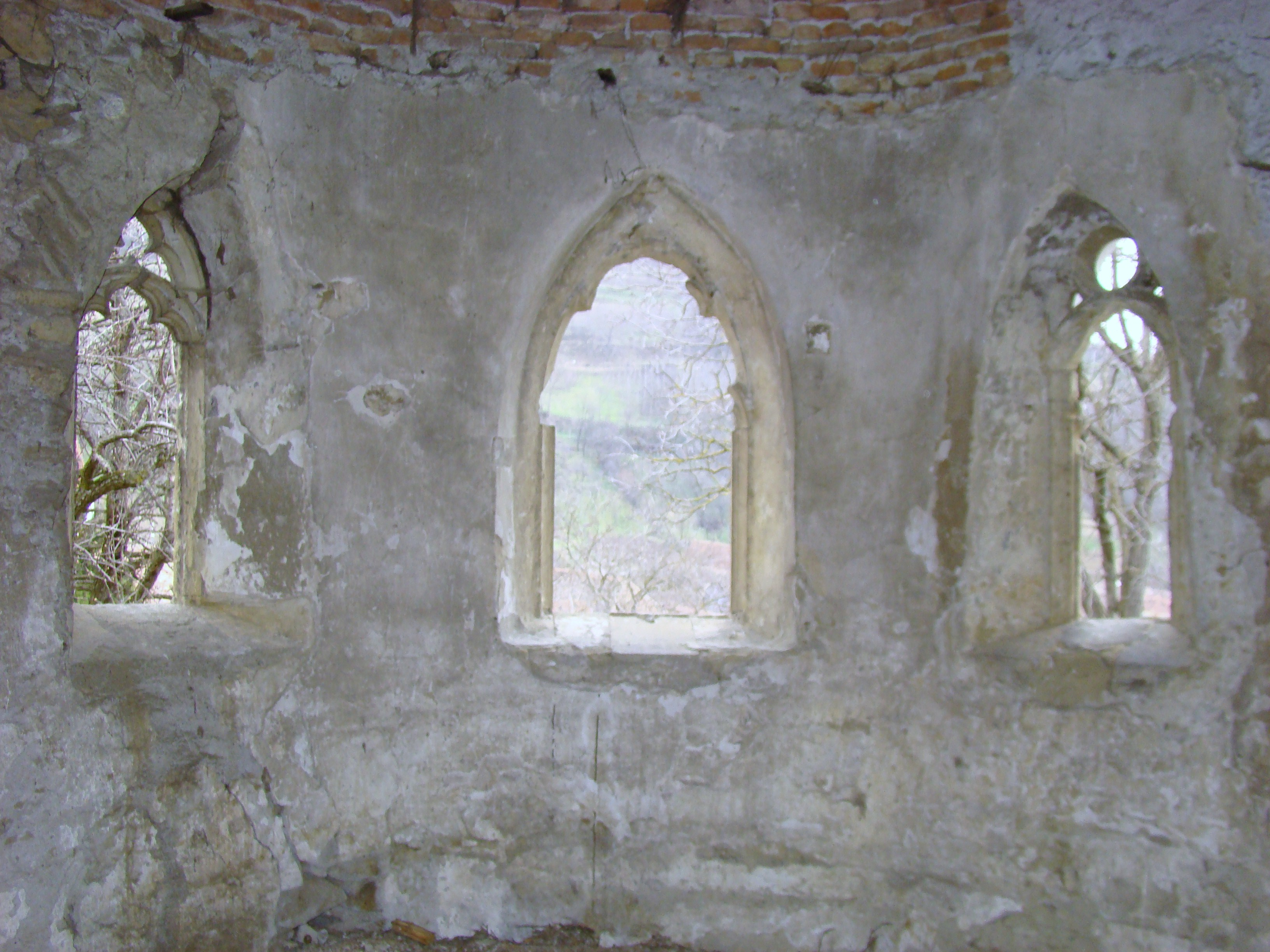
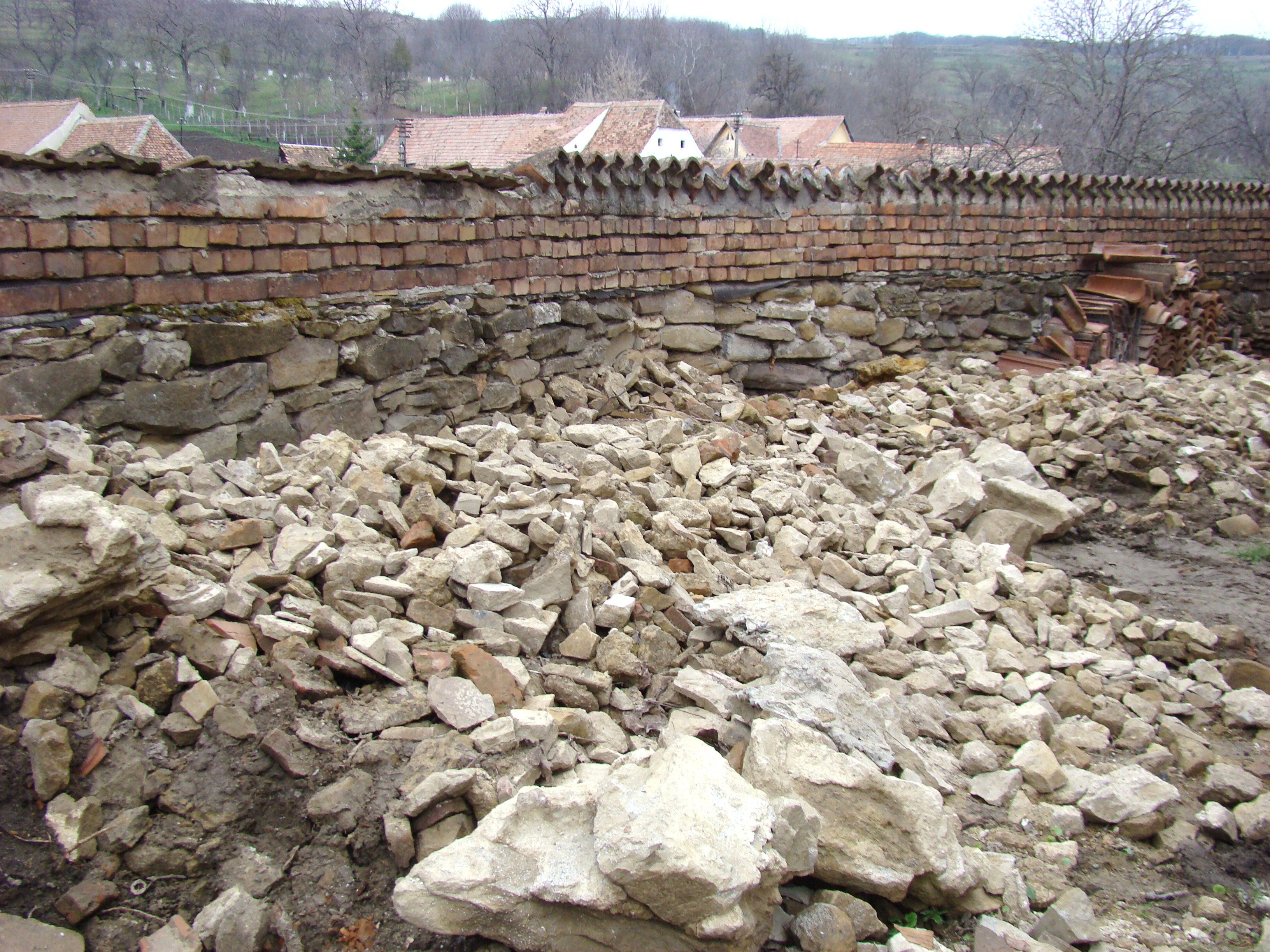
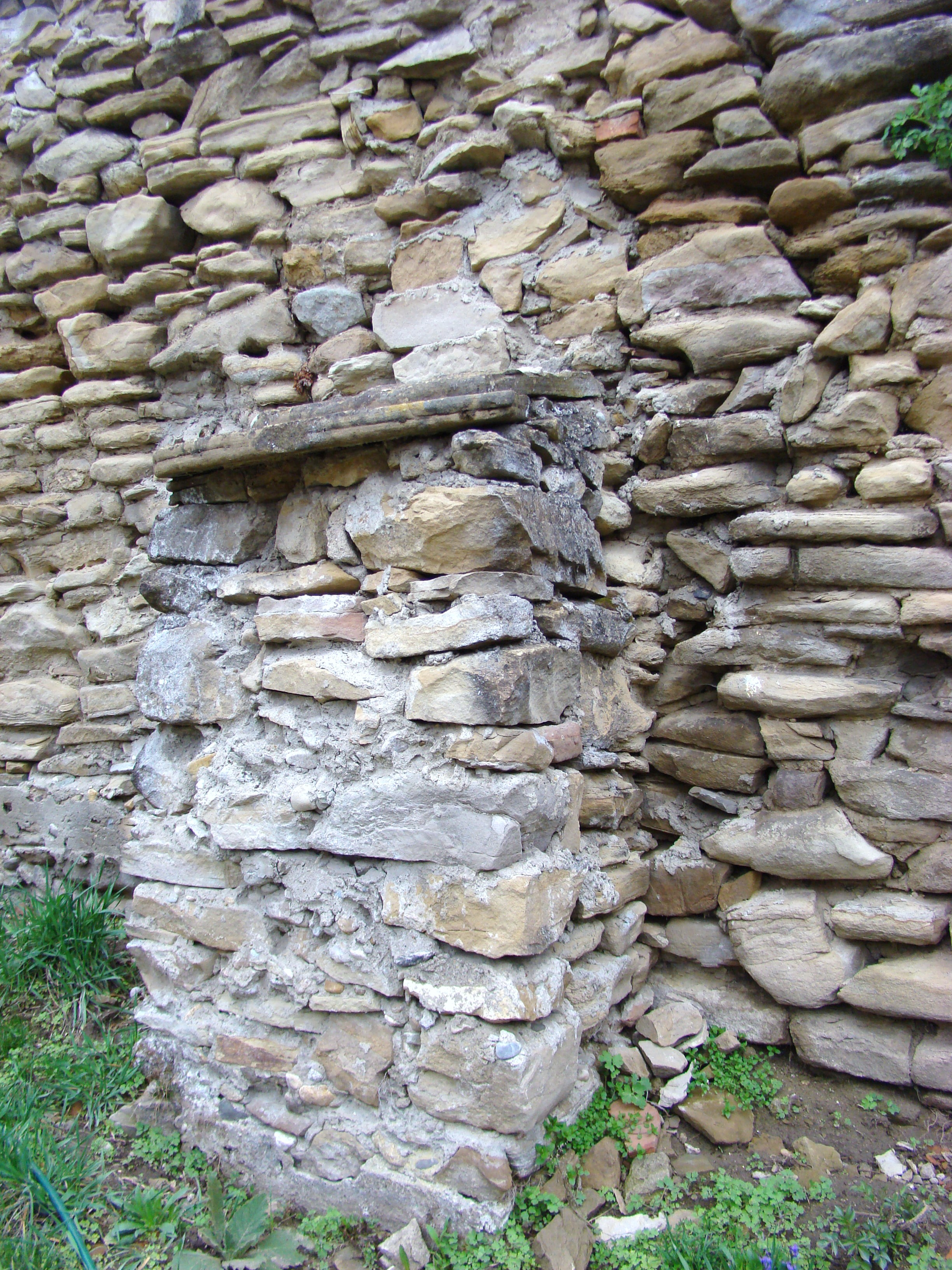
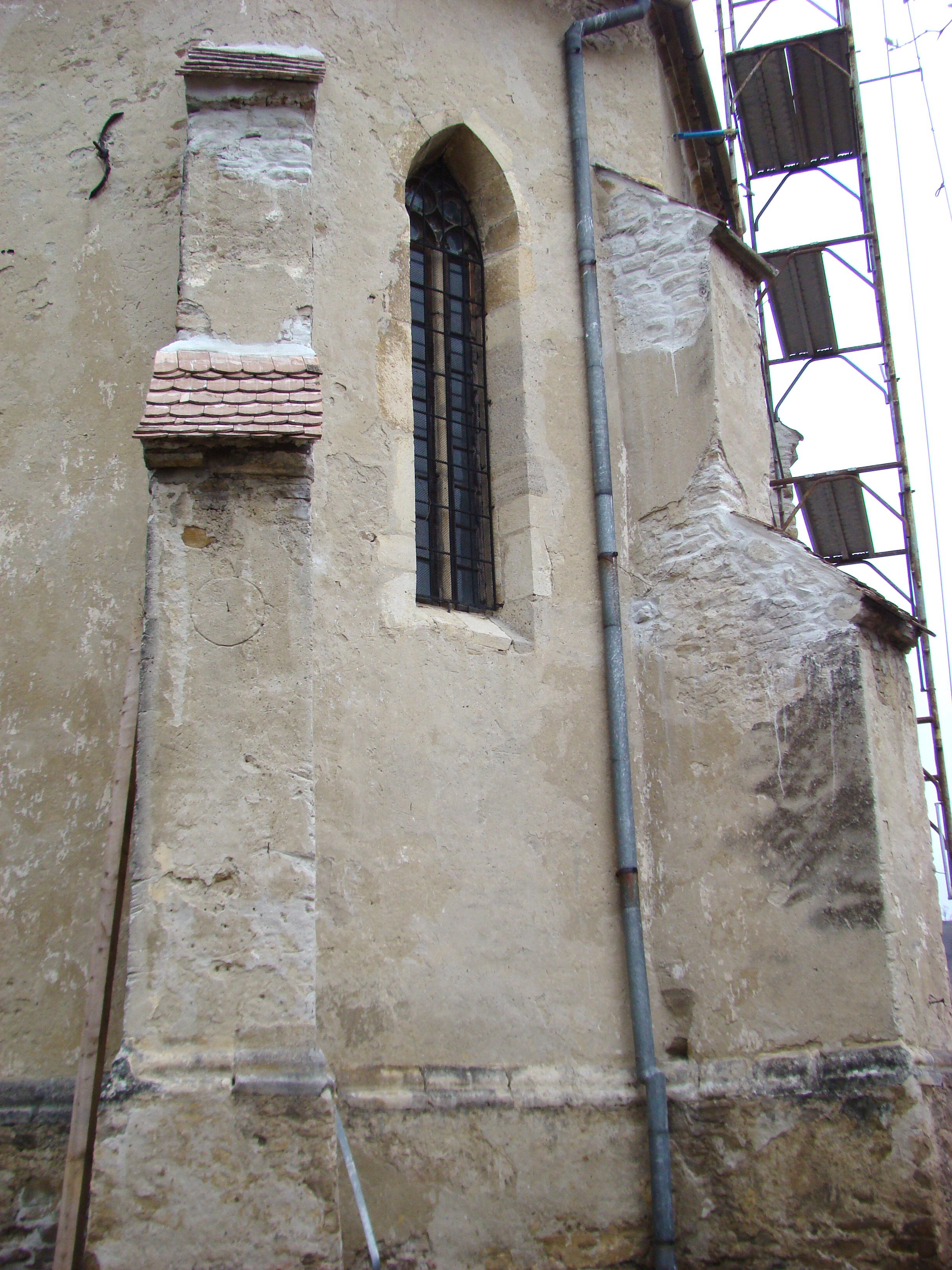
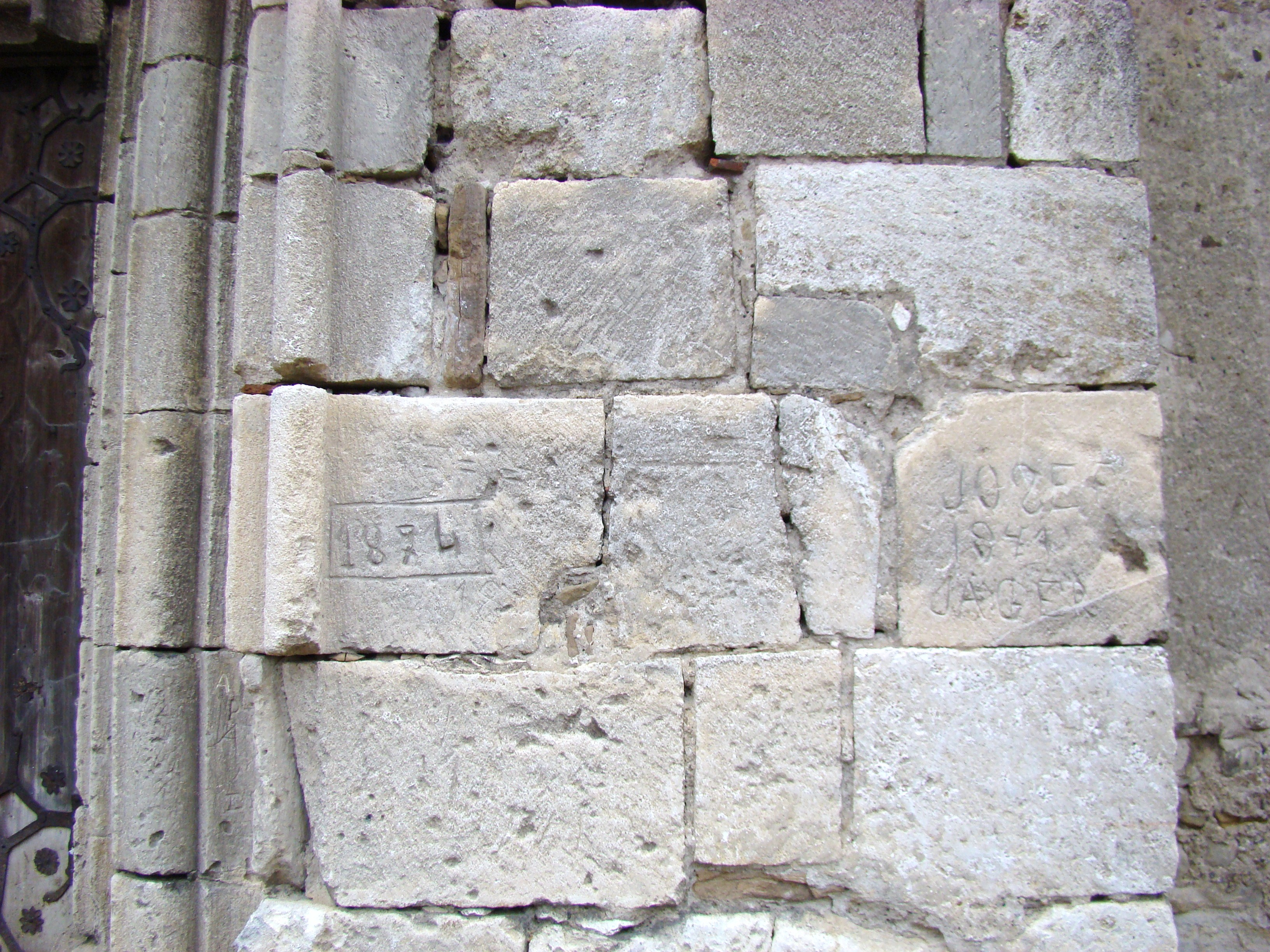
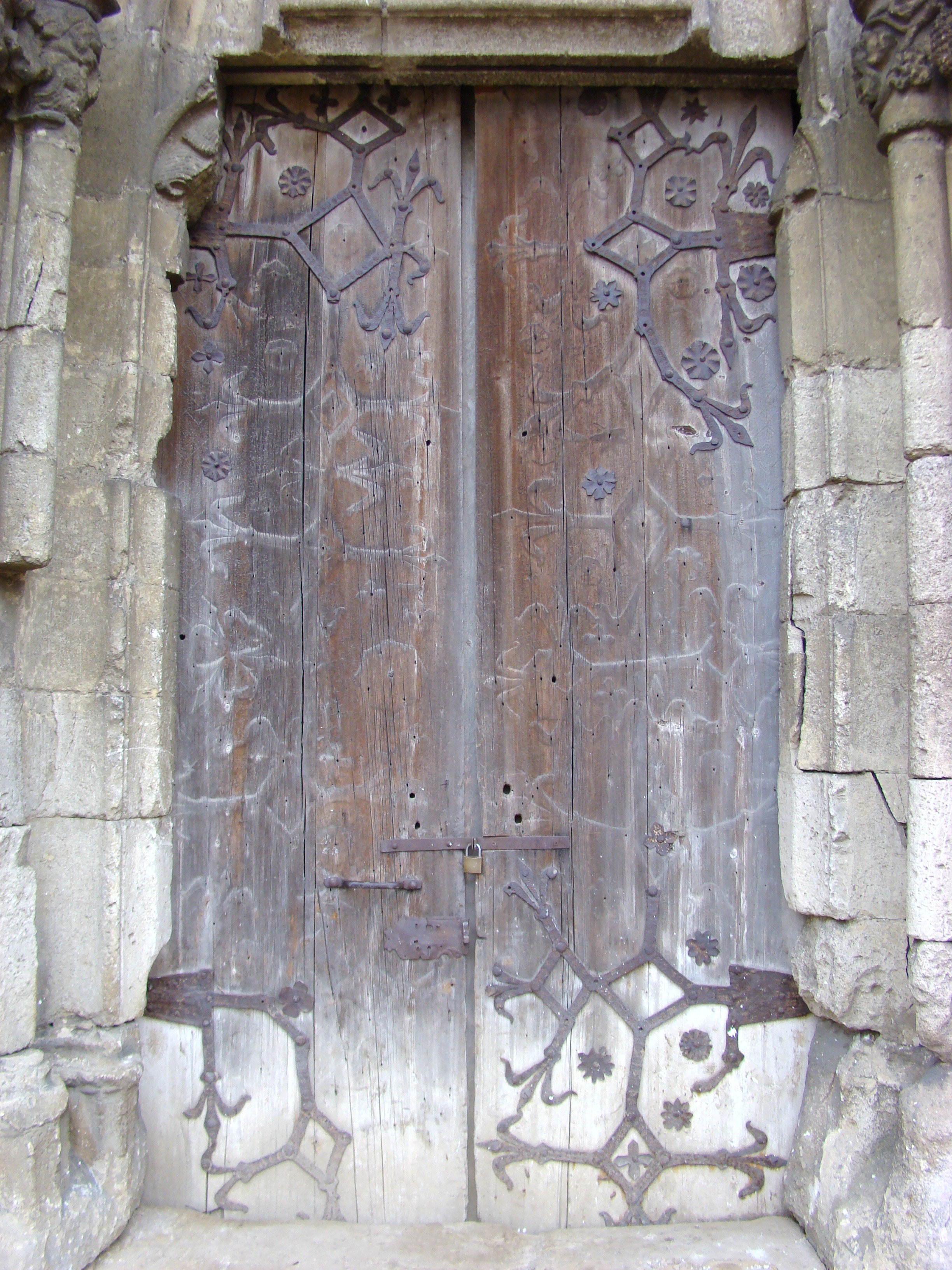
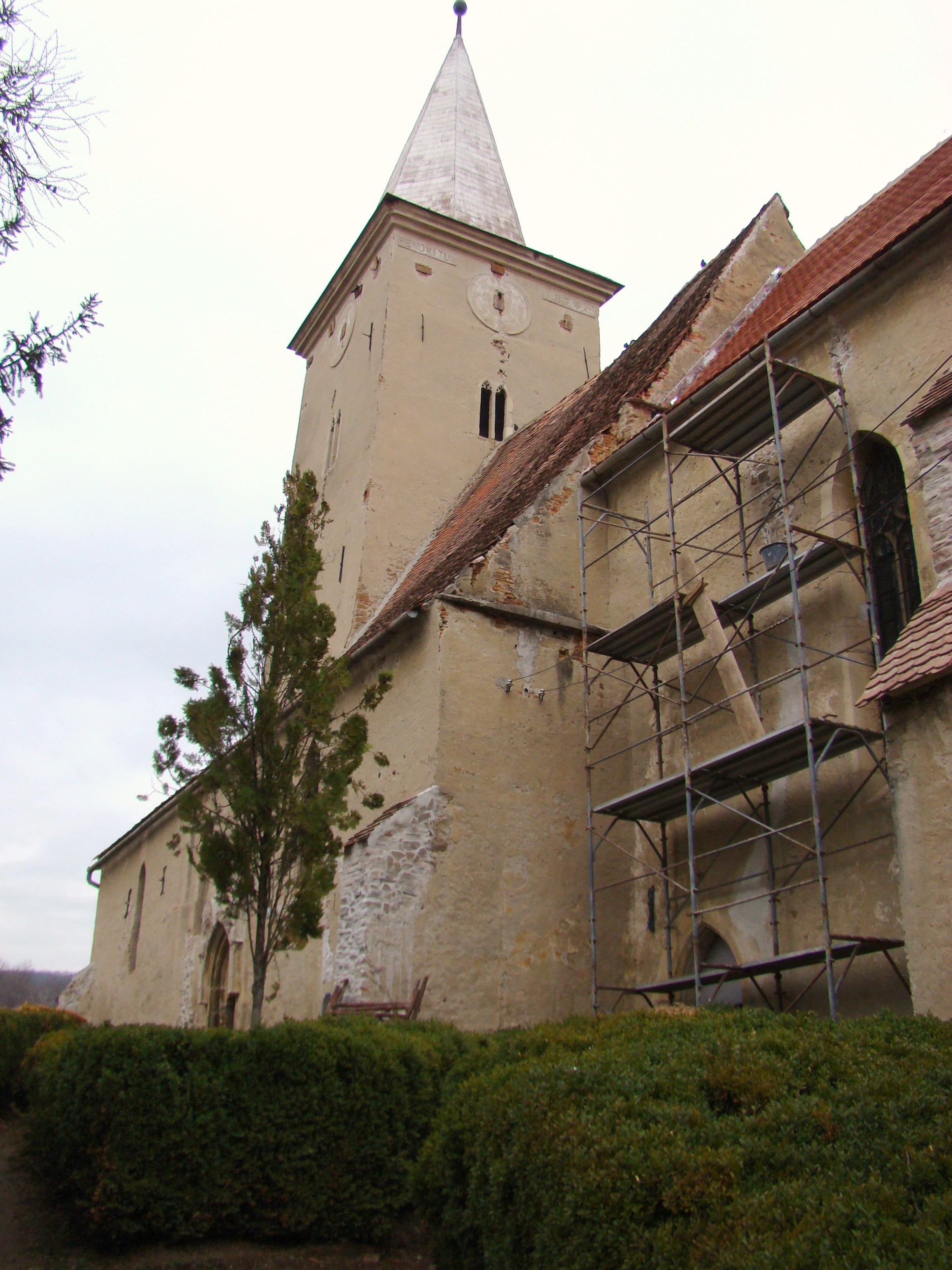
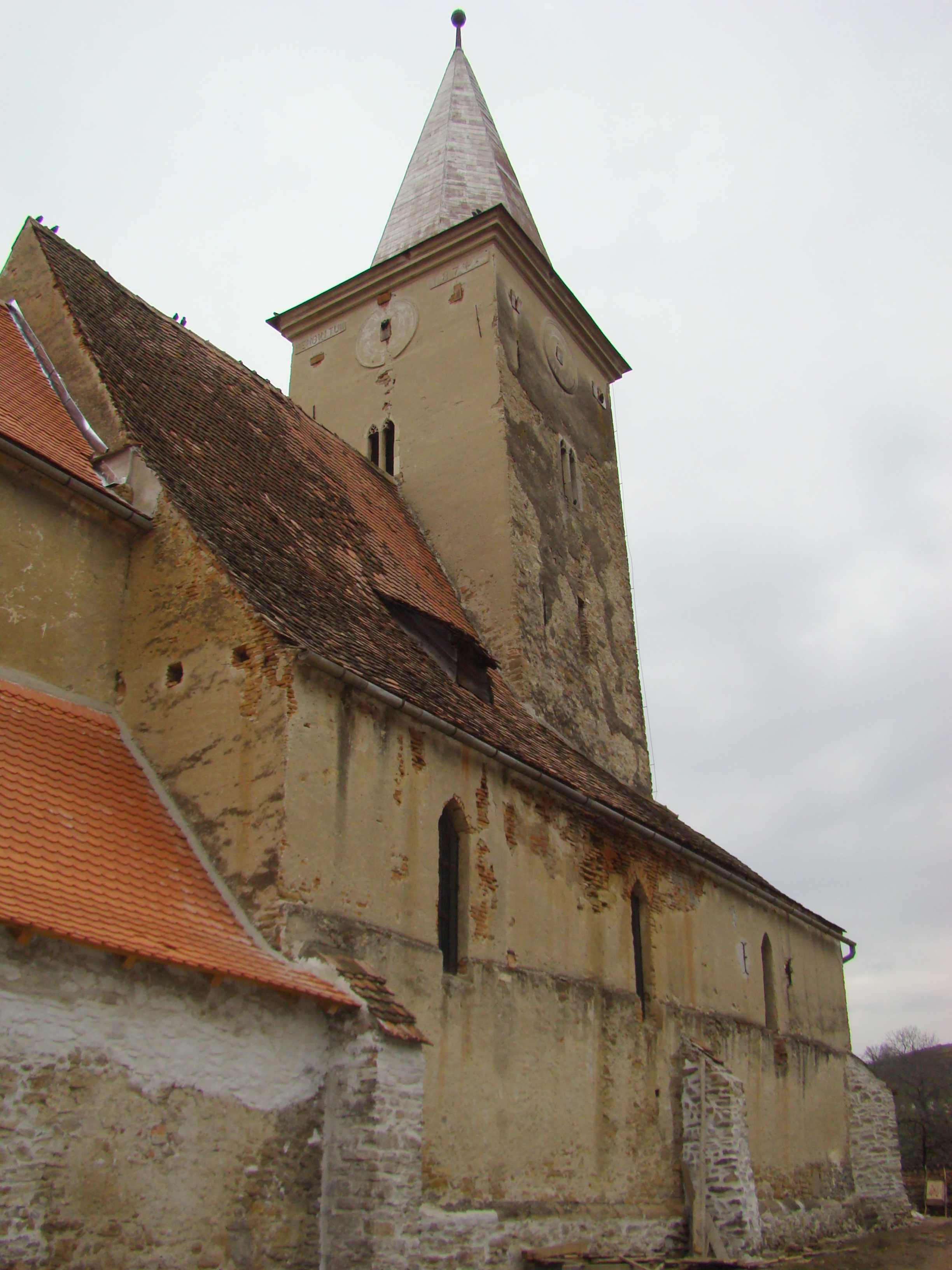
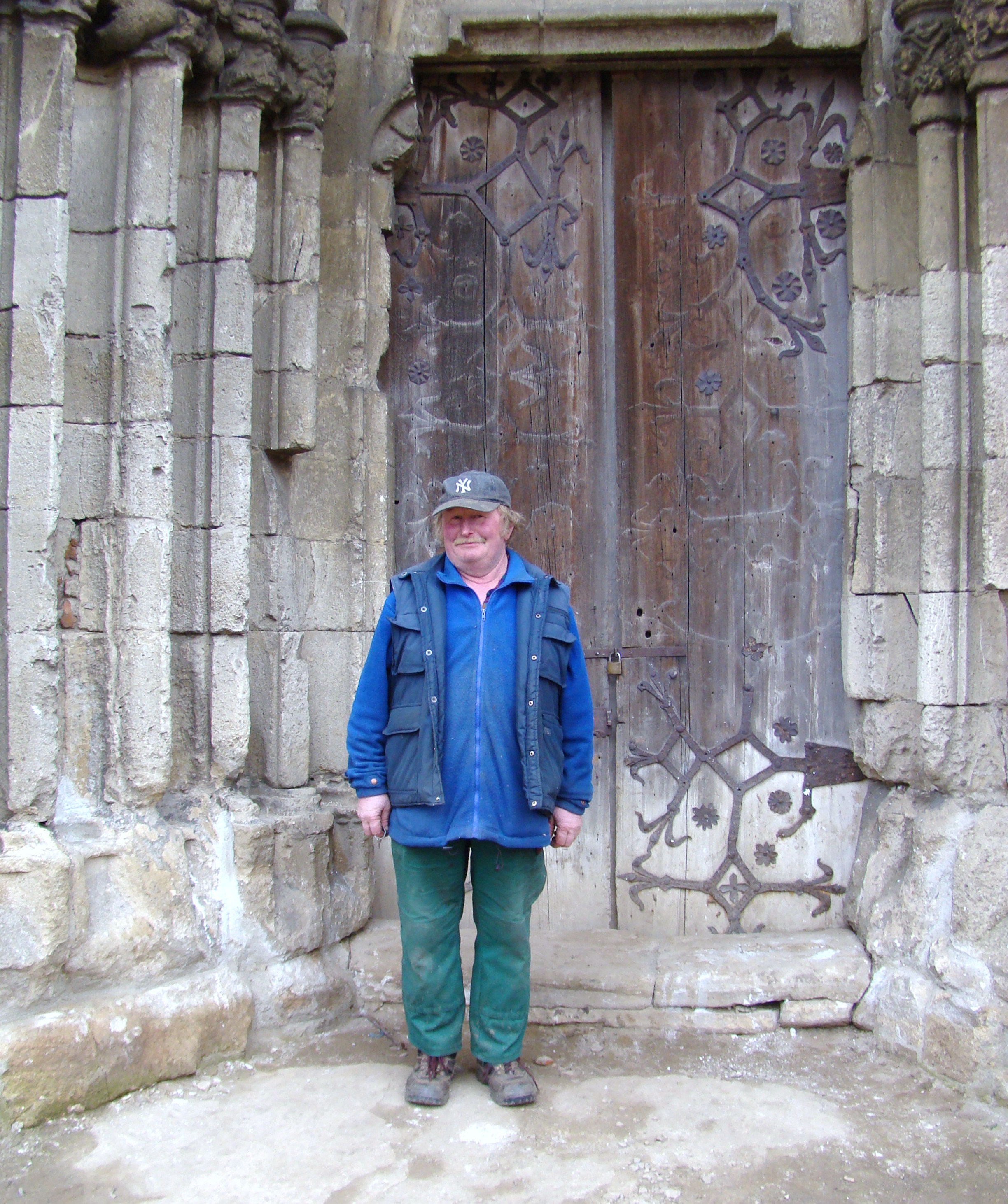
Curatorul bisericii fortificate din Curciu: Michael Alischer

## Imagini din interior

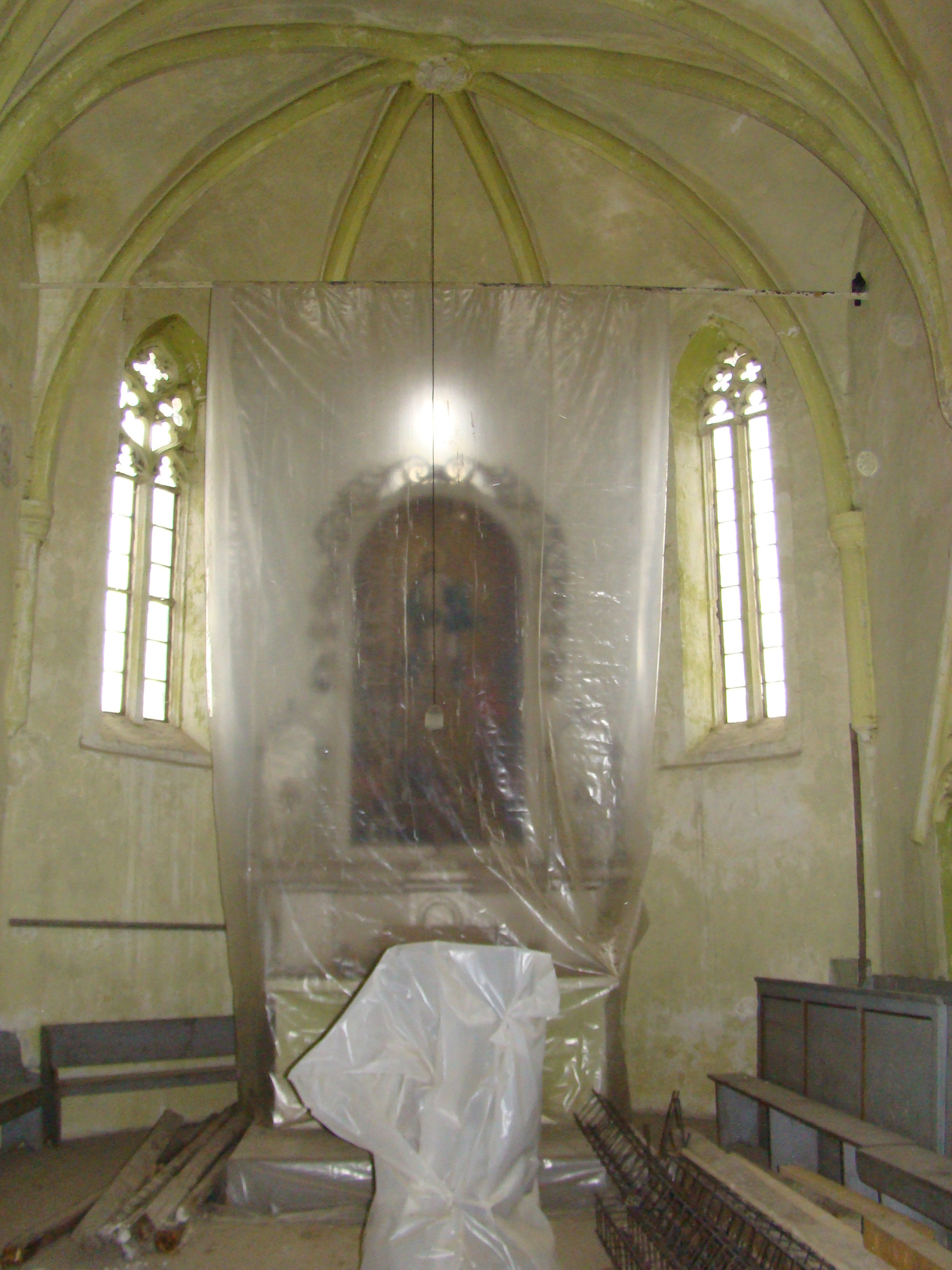
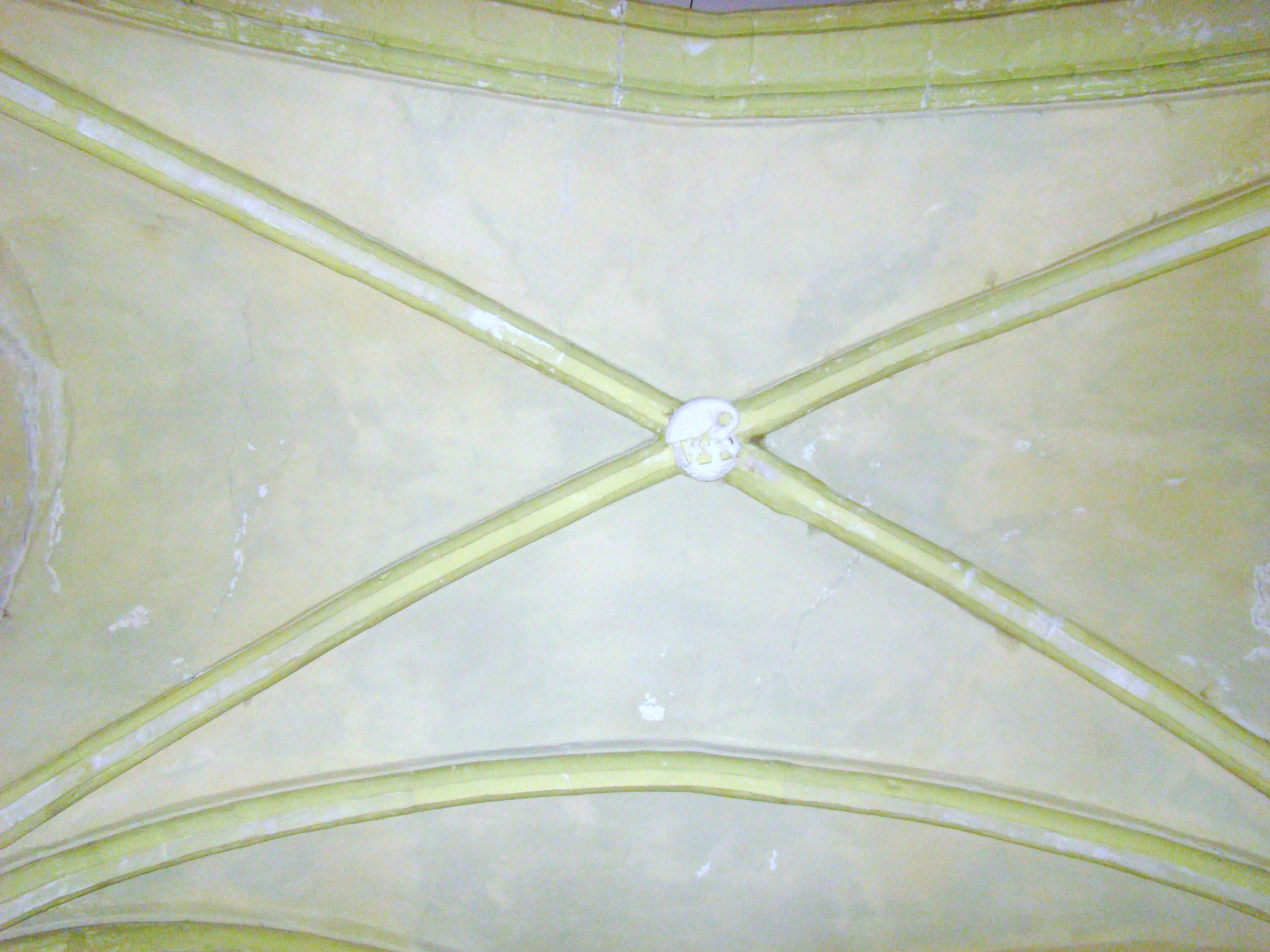
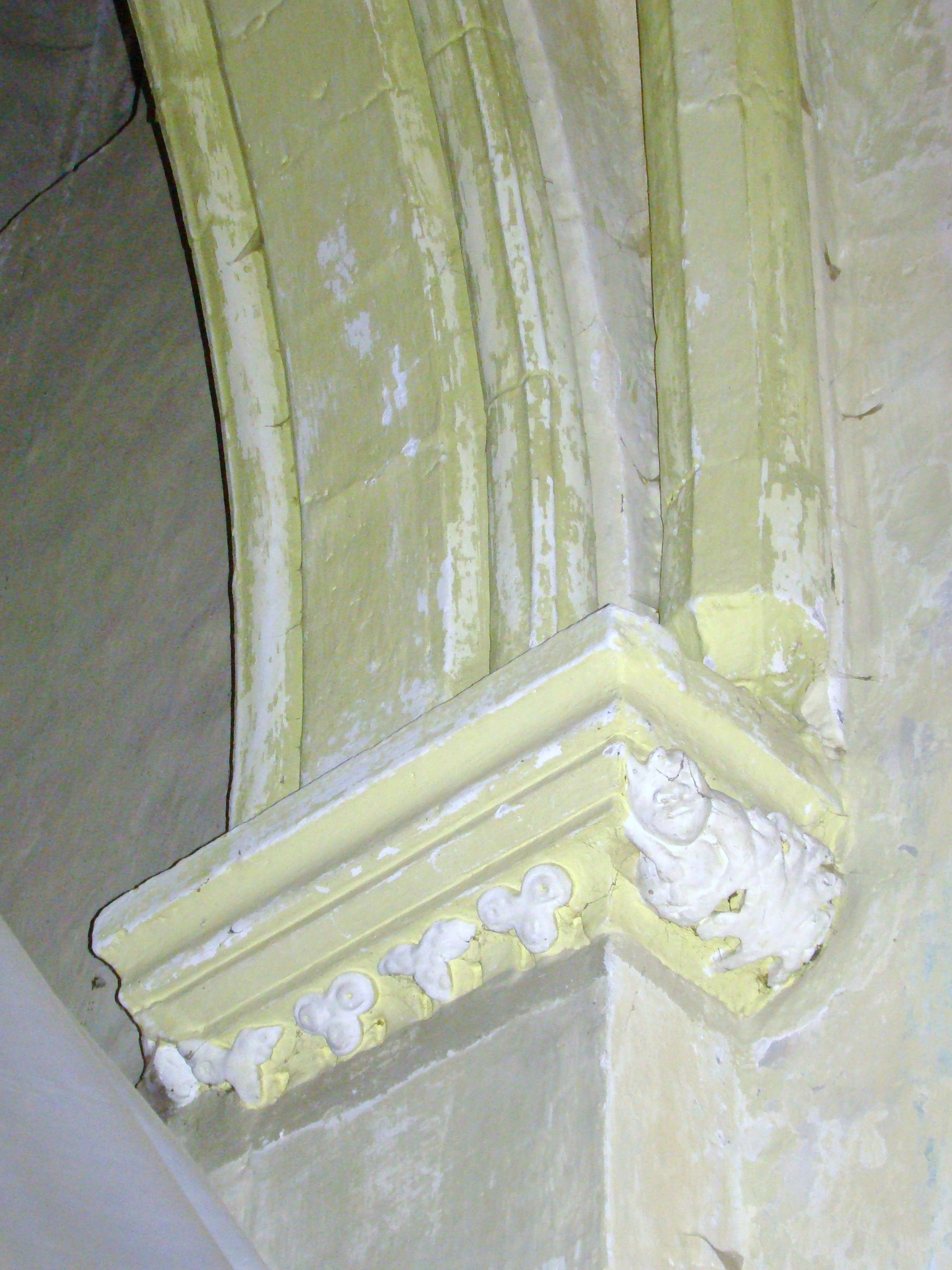
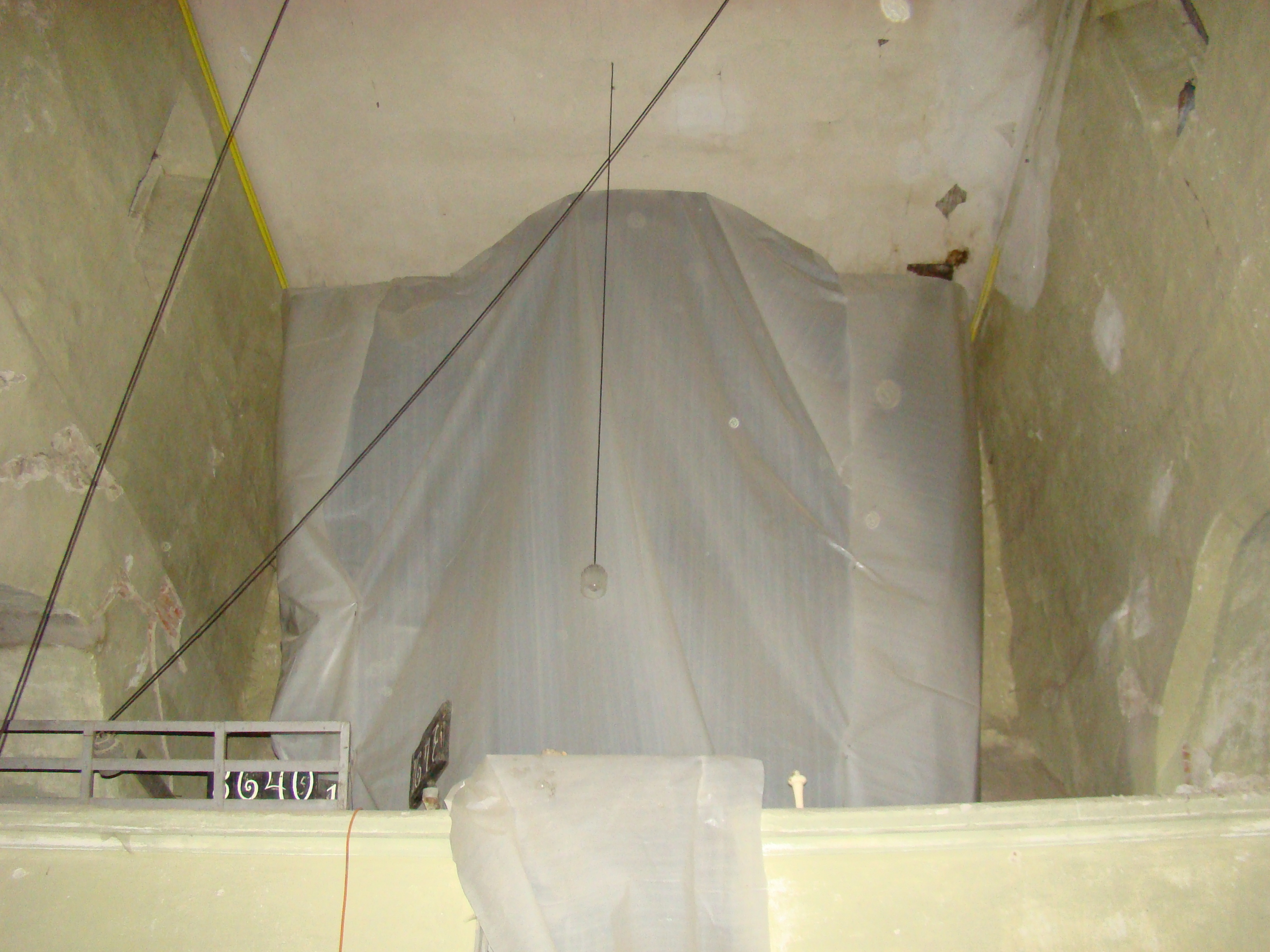
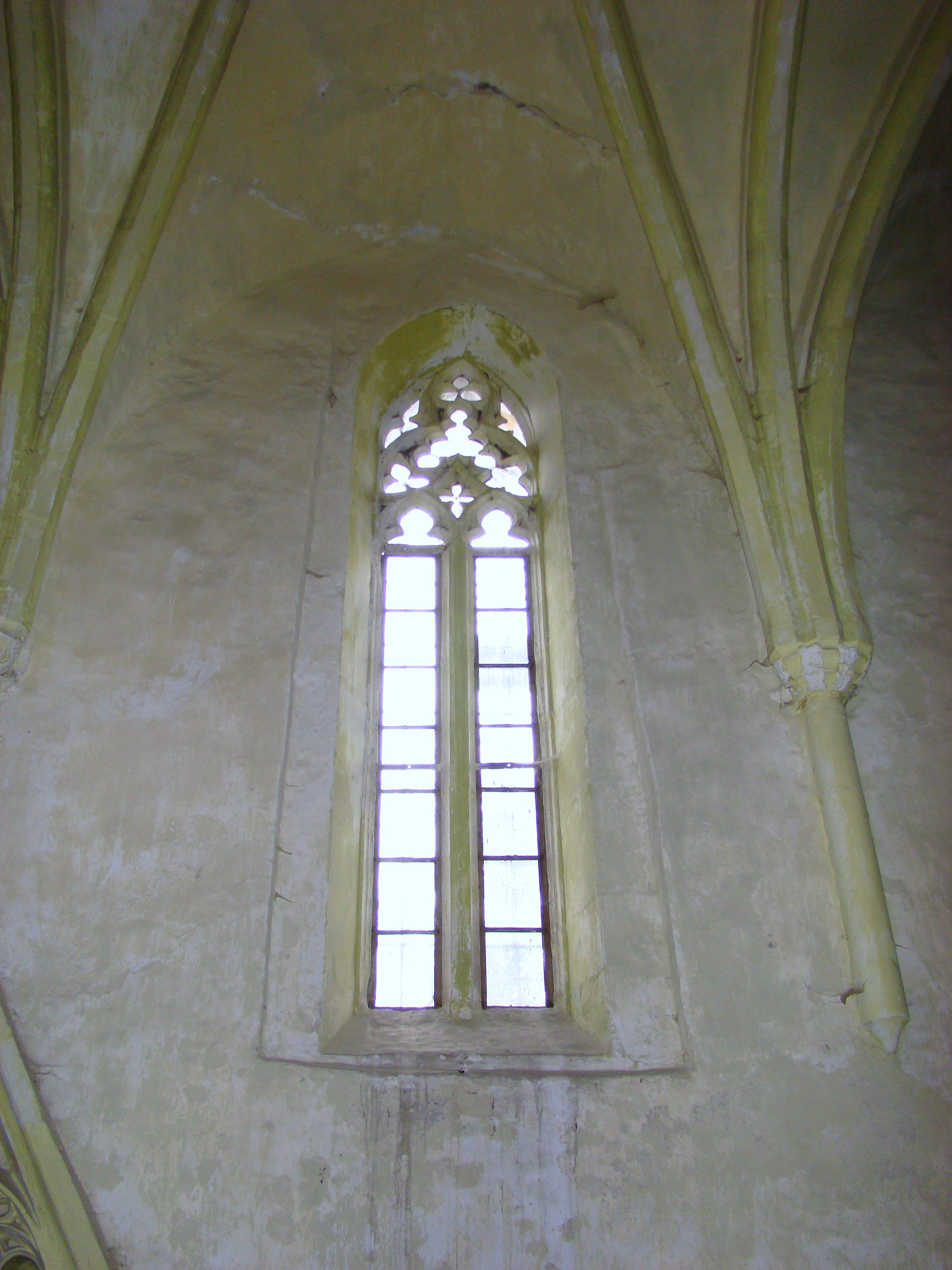
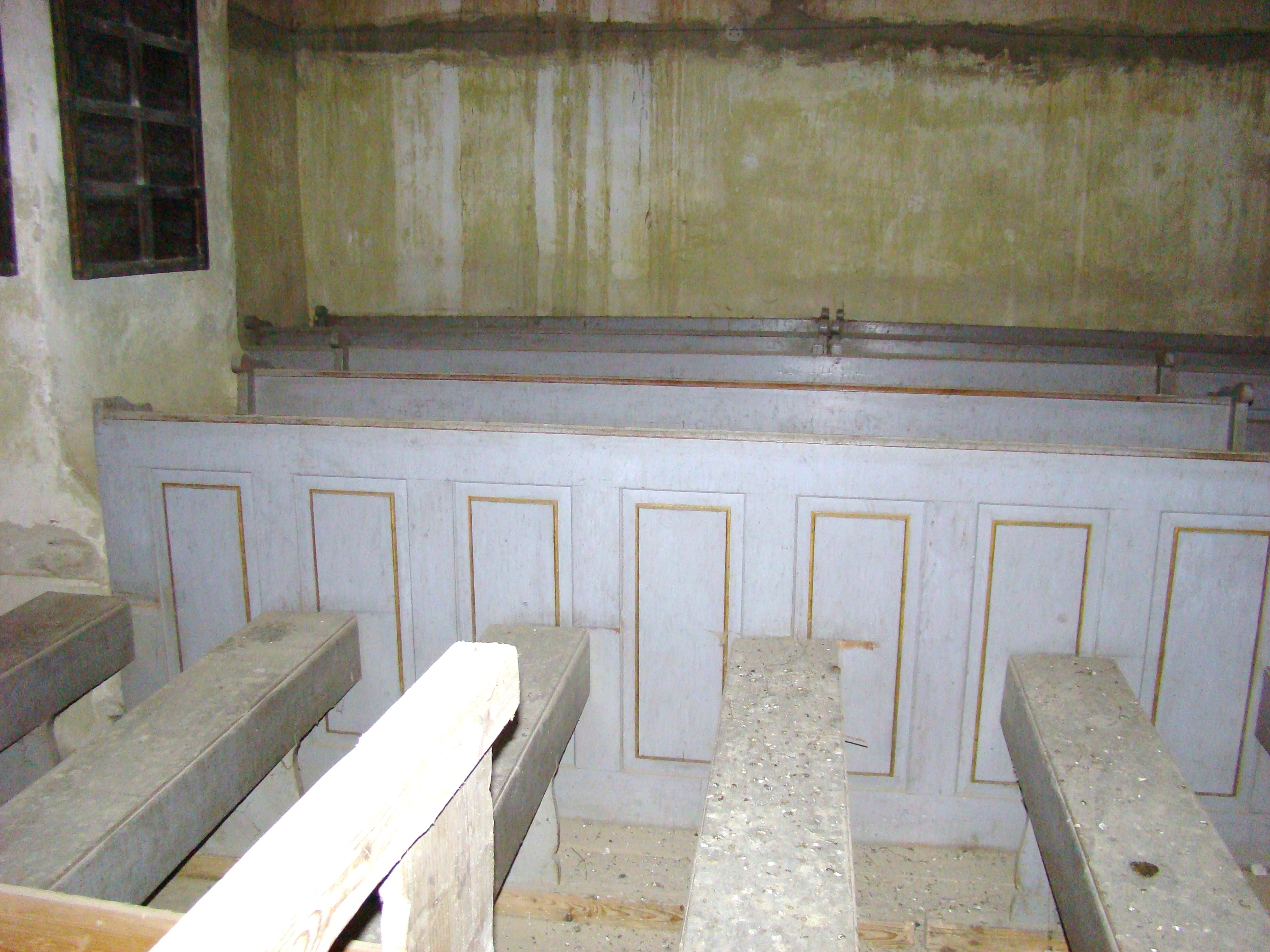
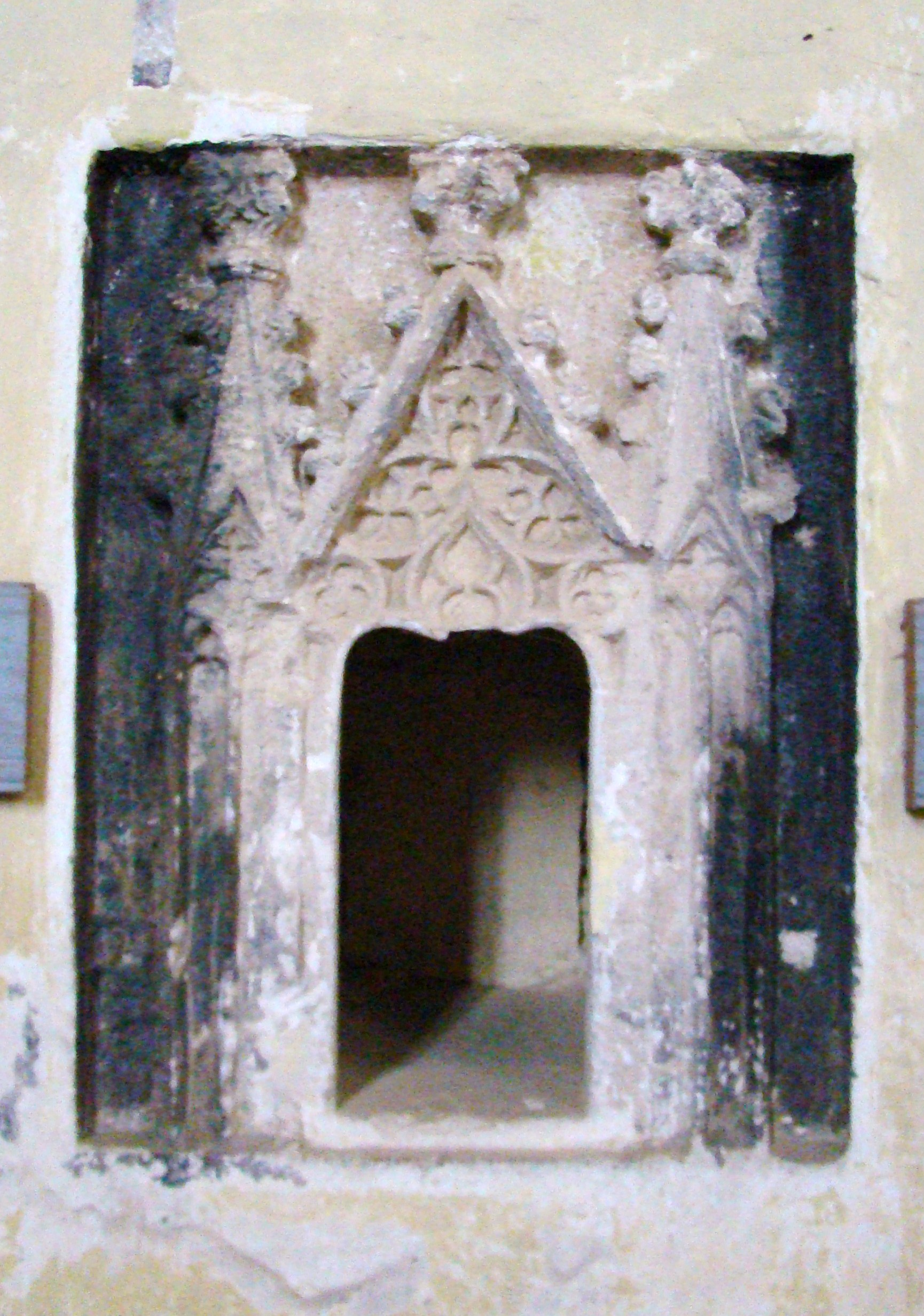
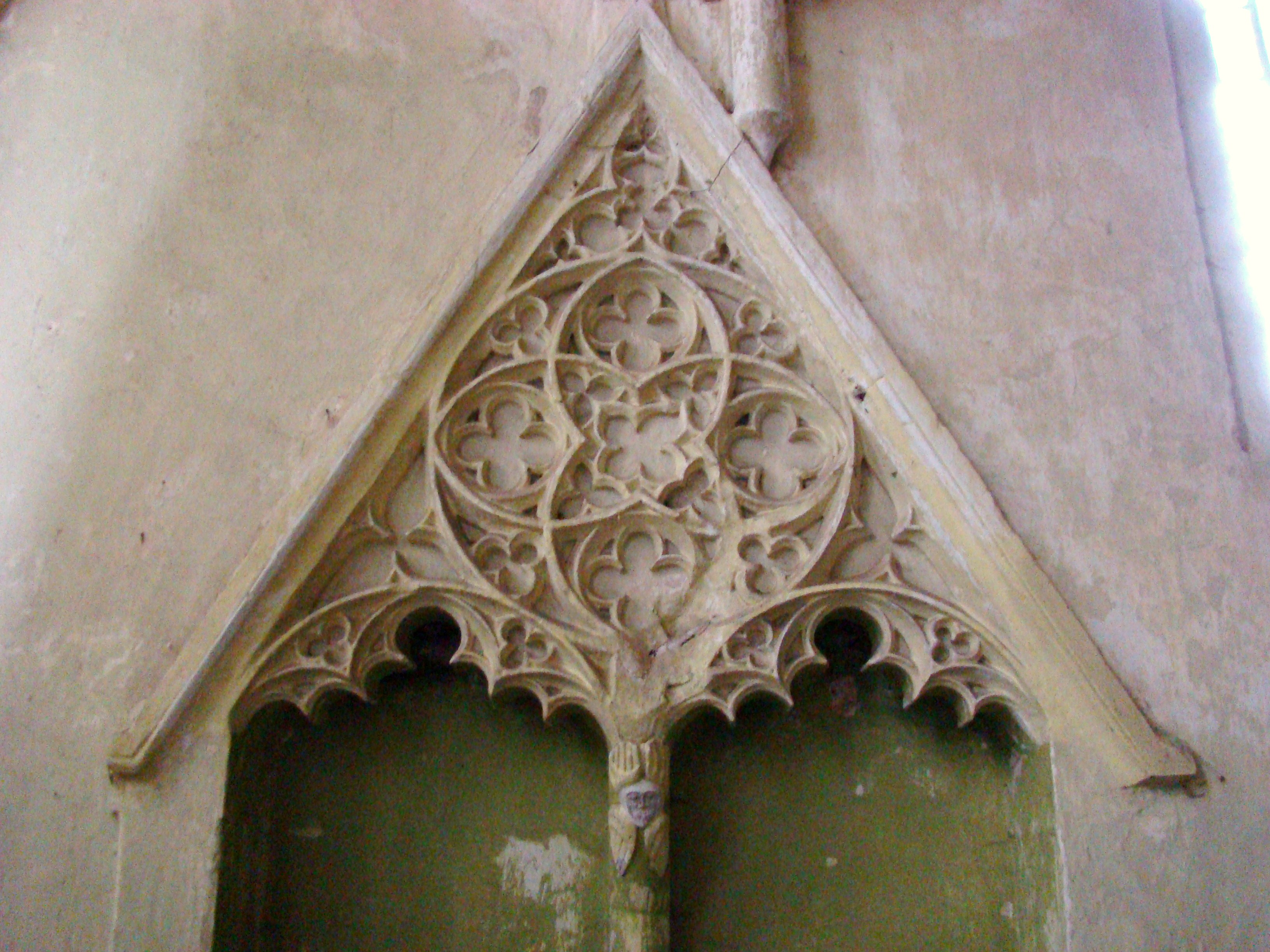
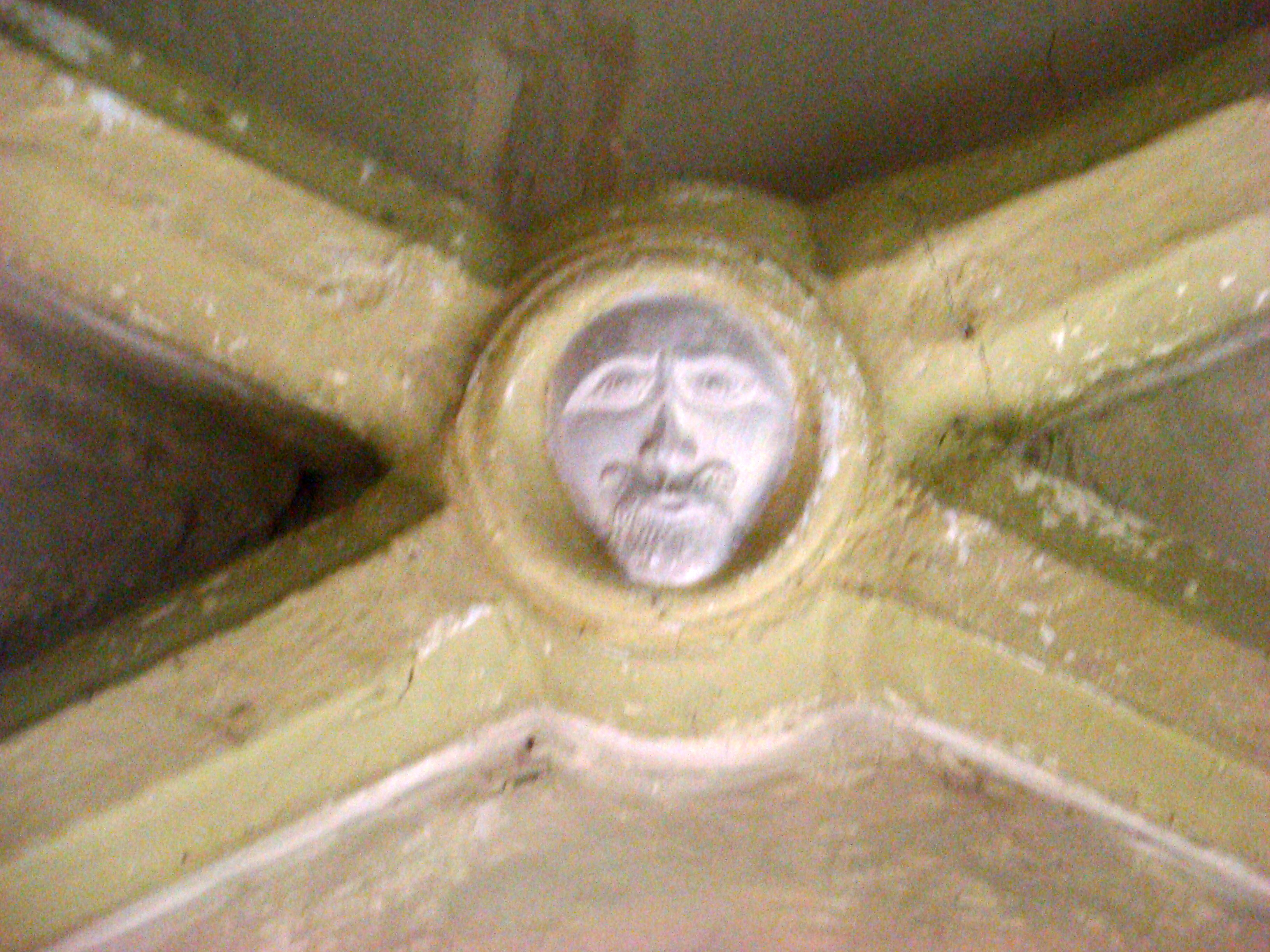
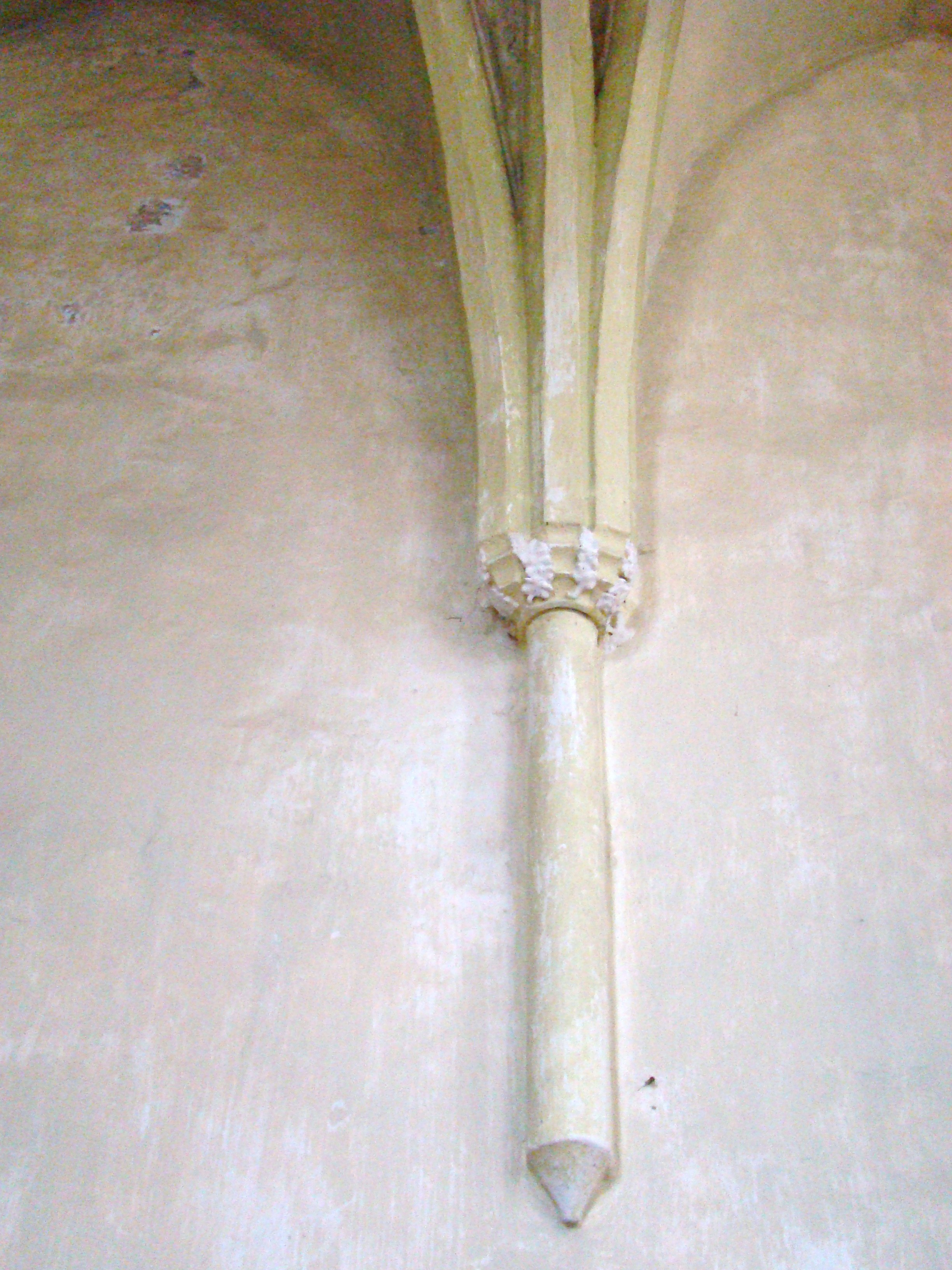
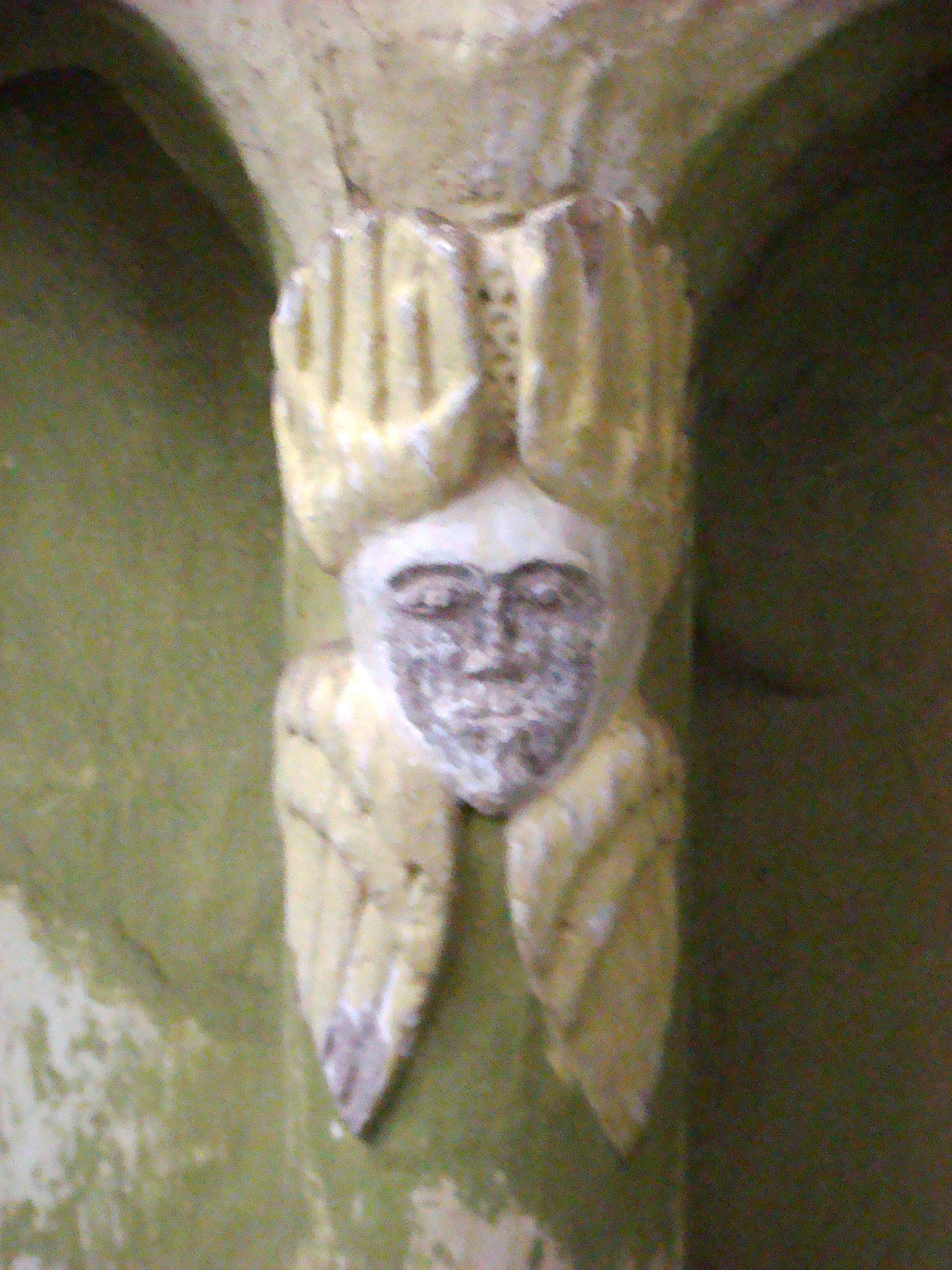
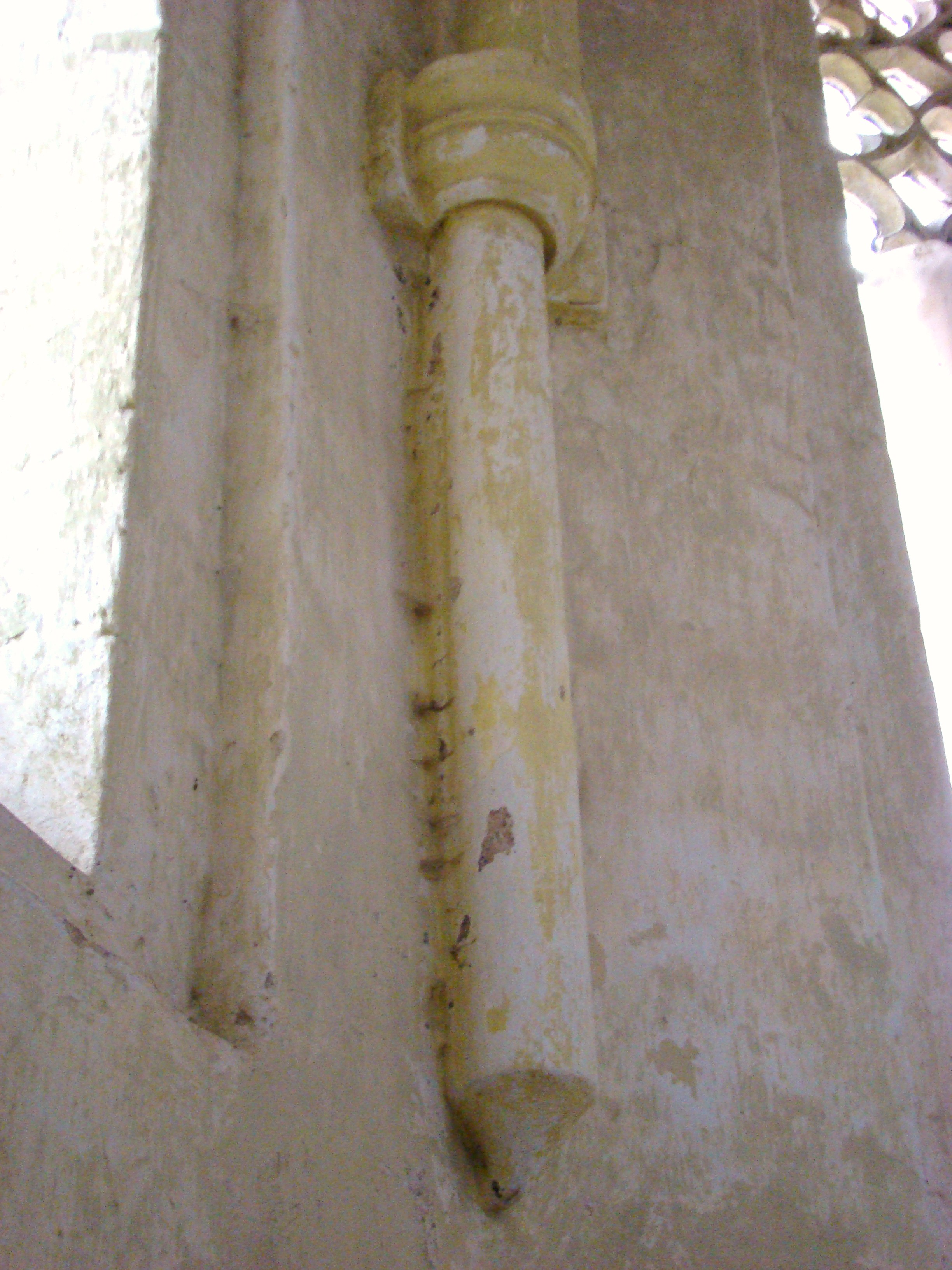
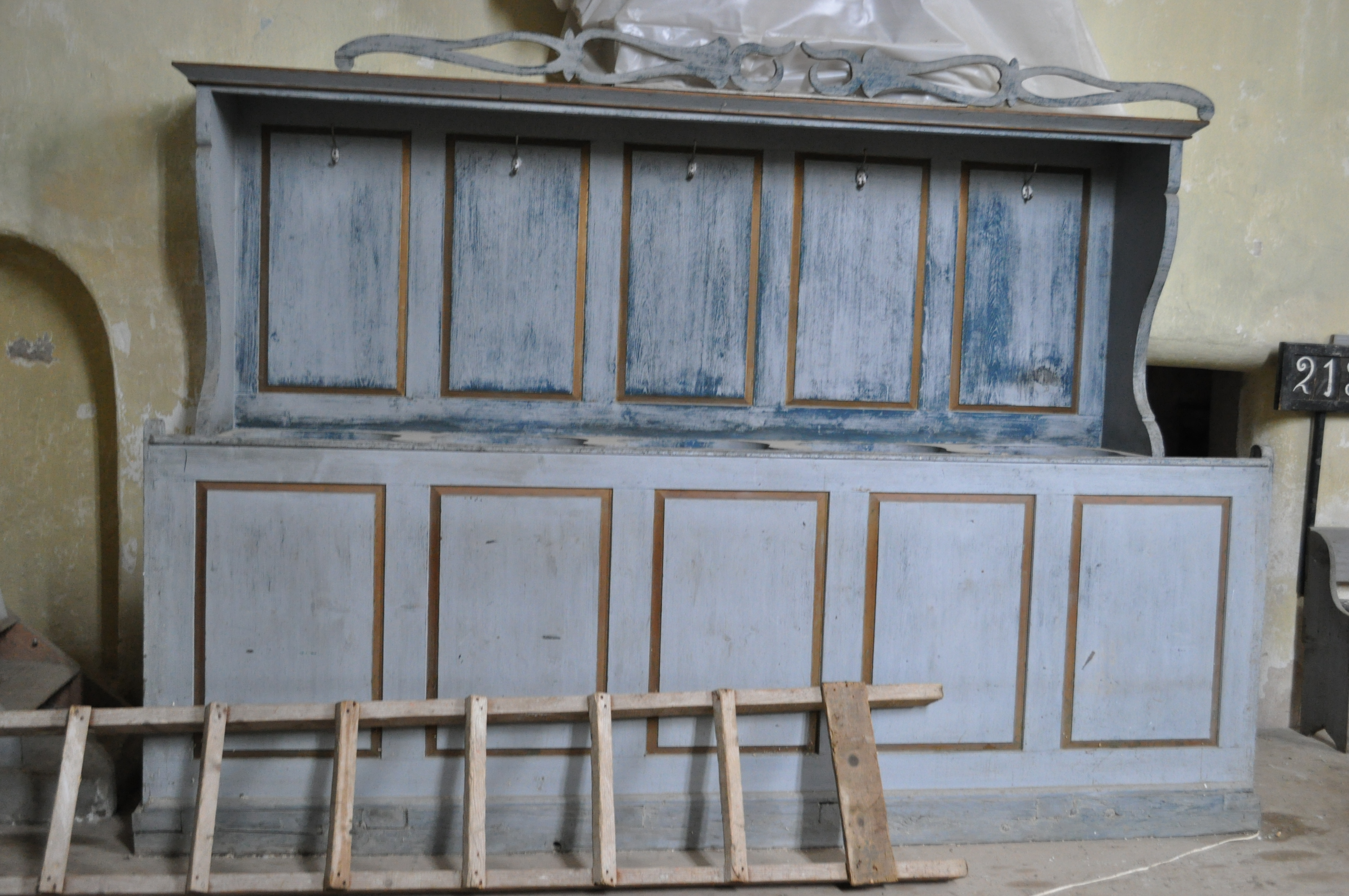
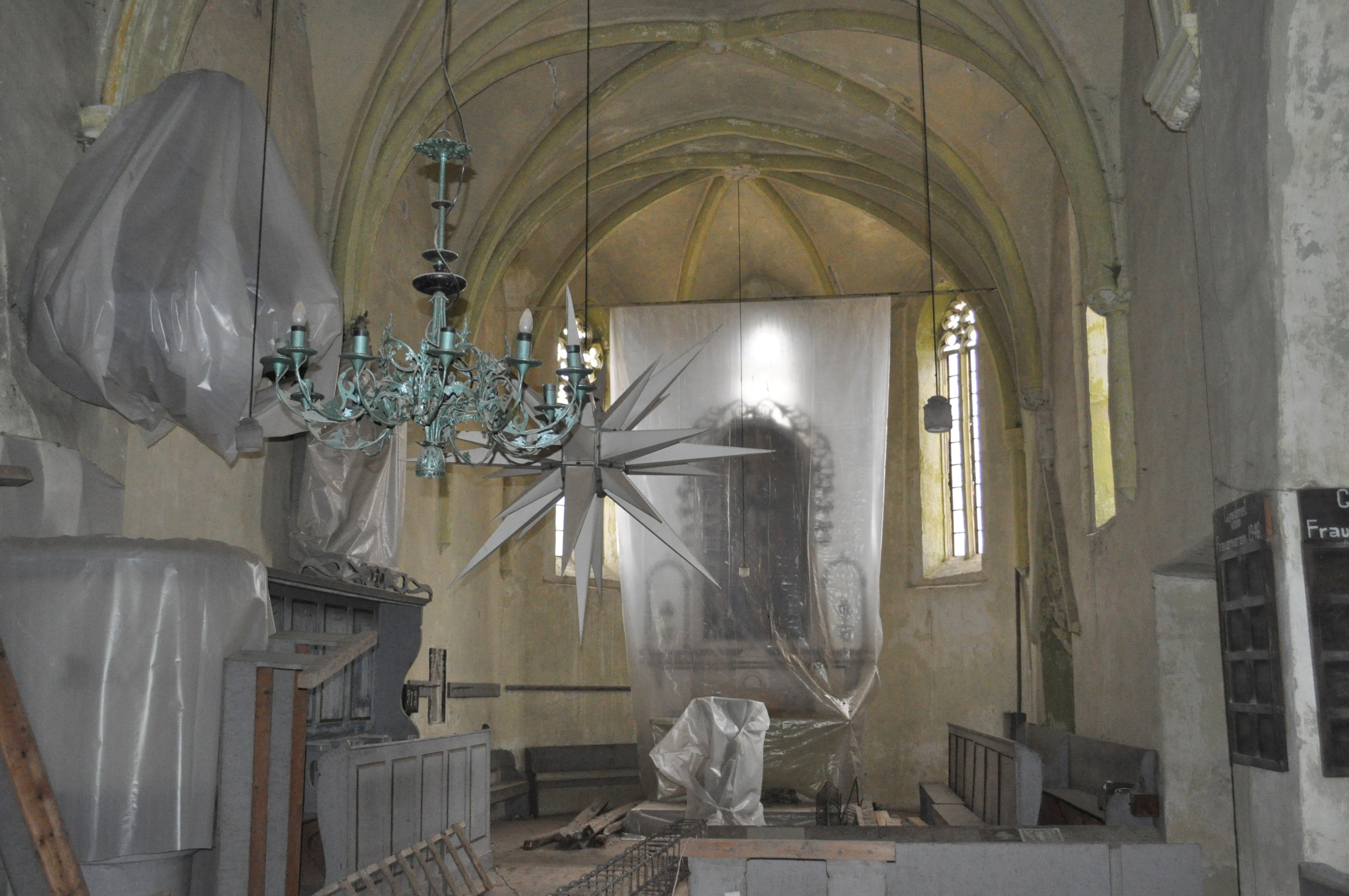
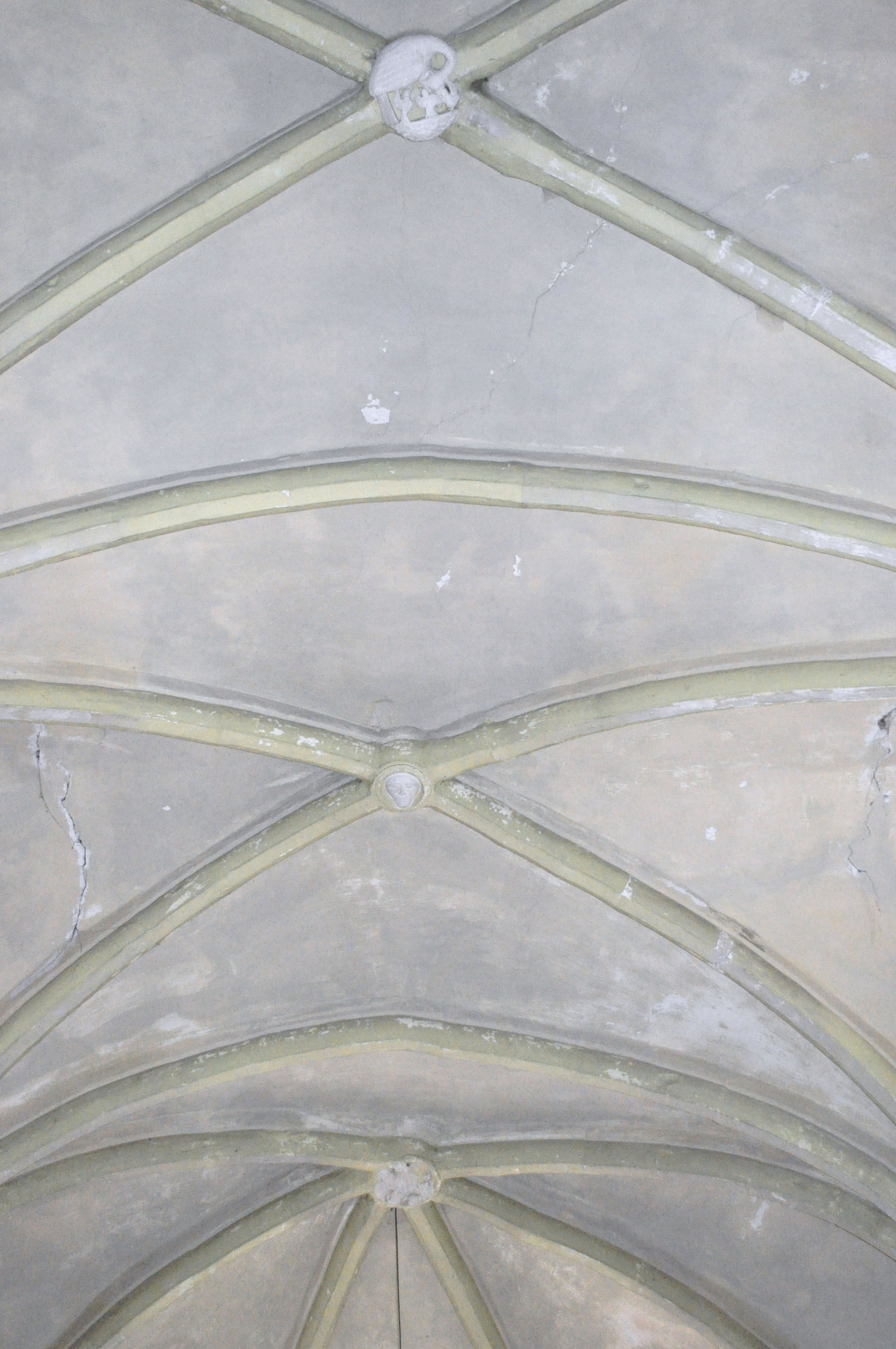
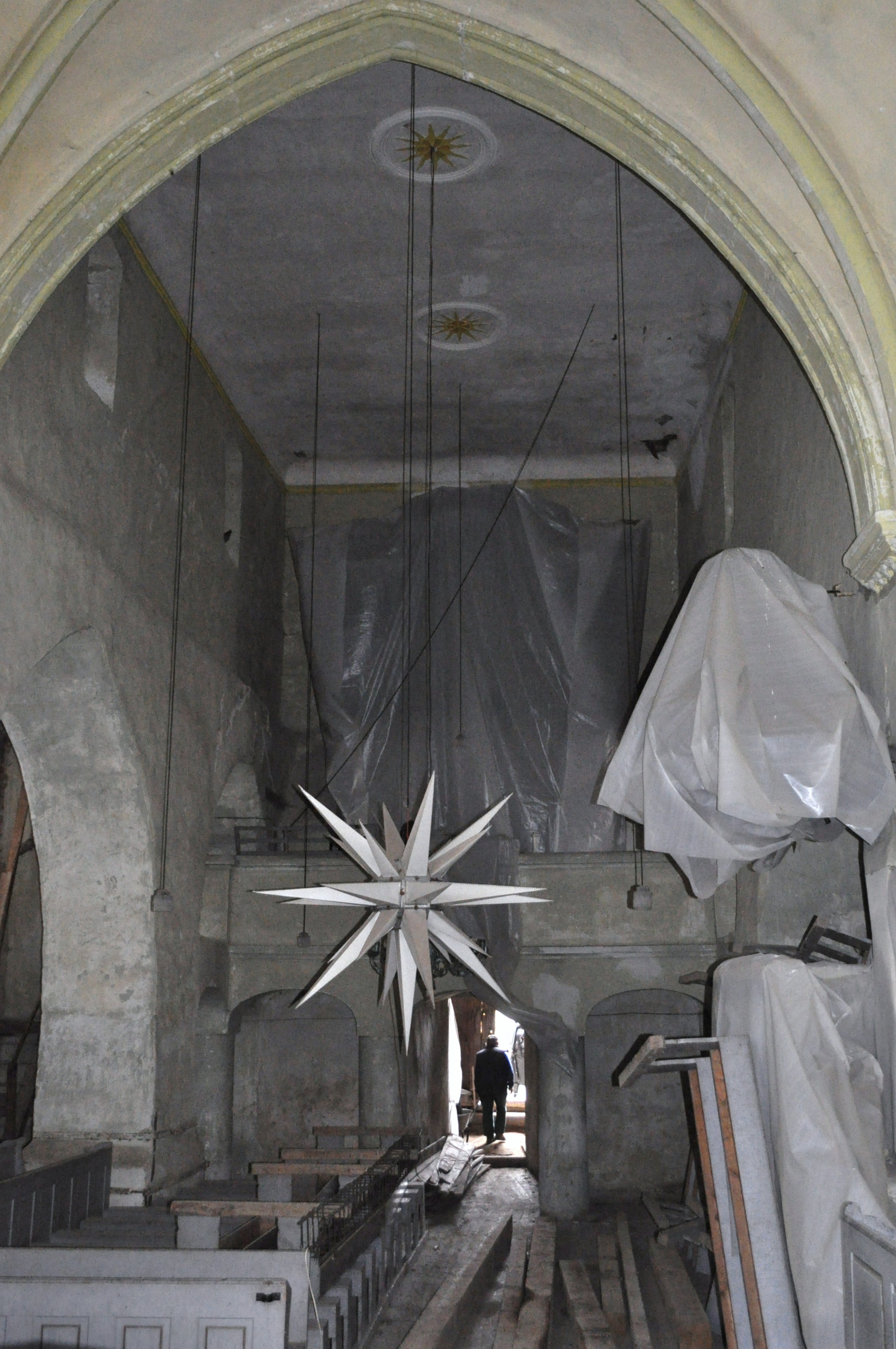
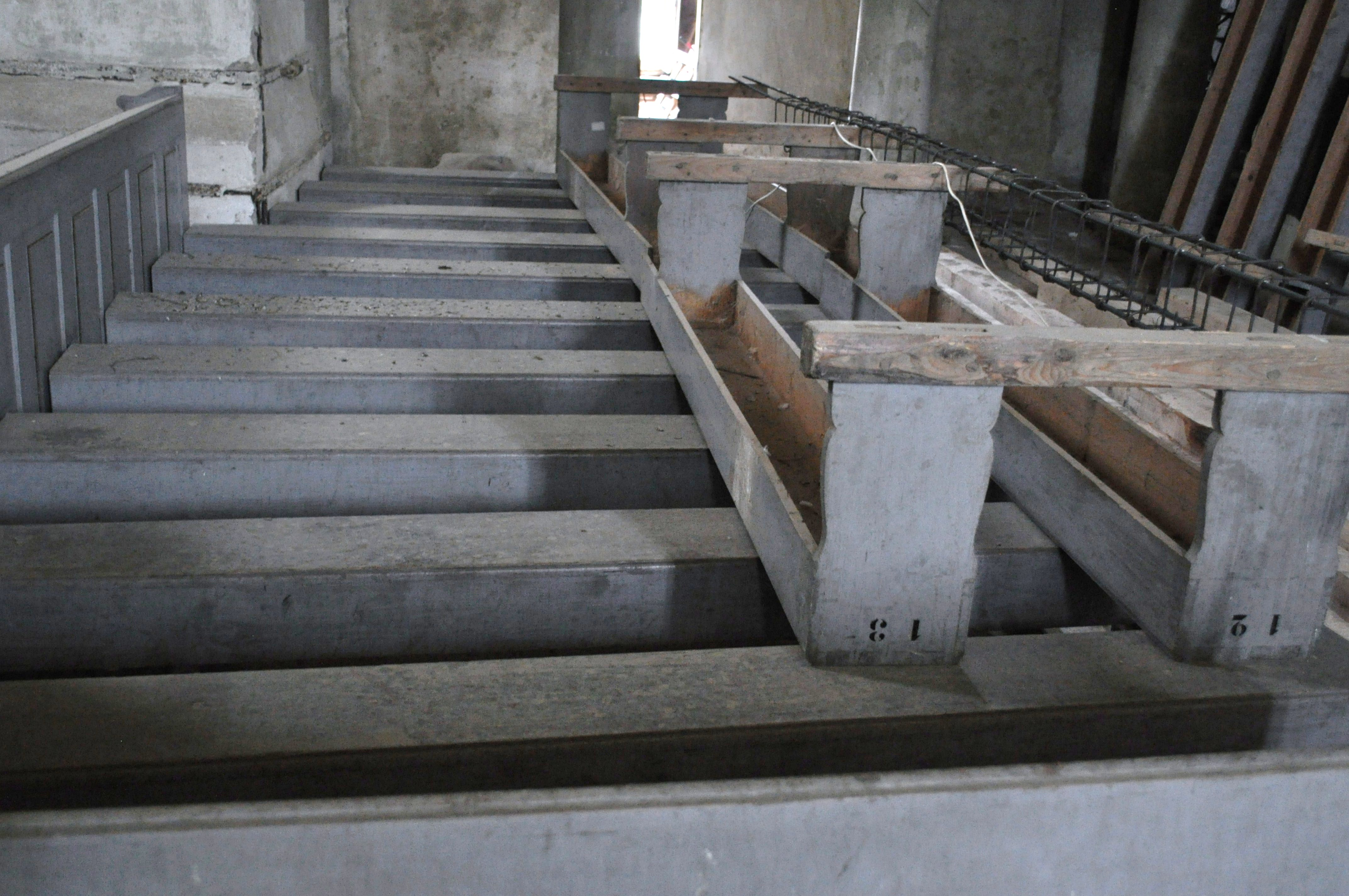
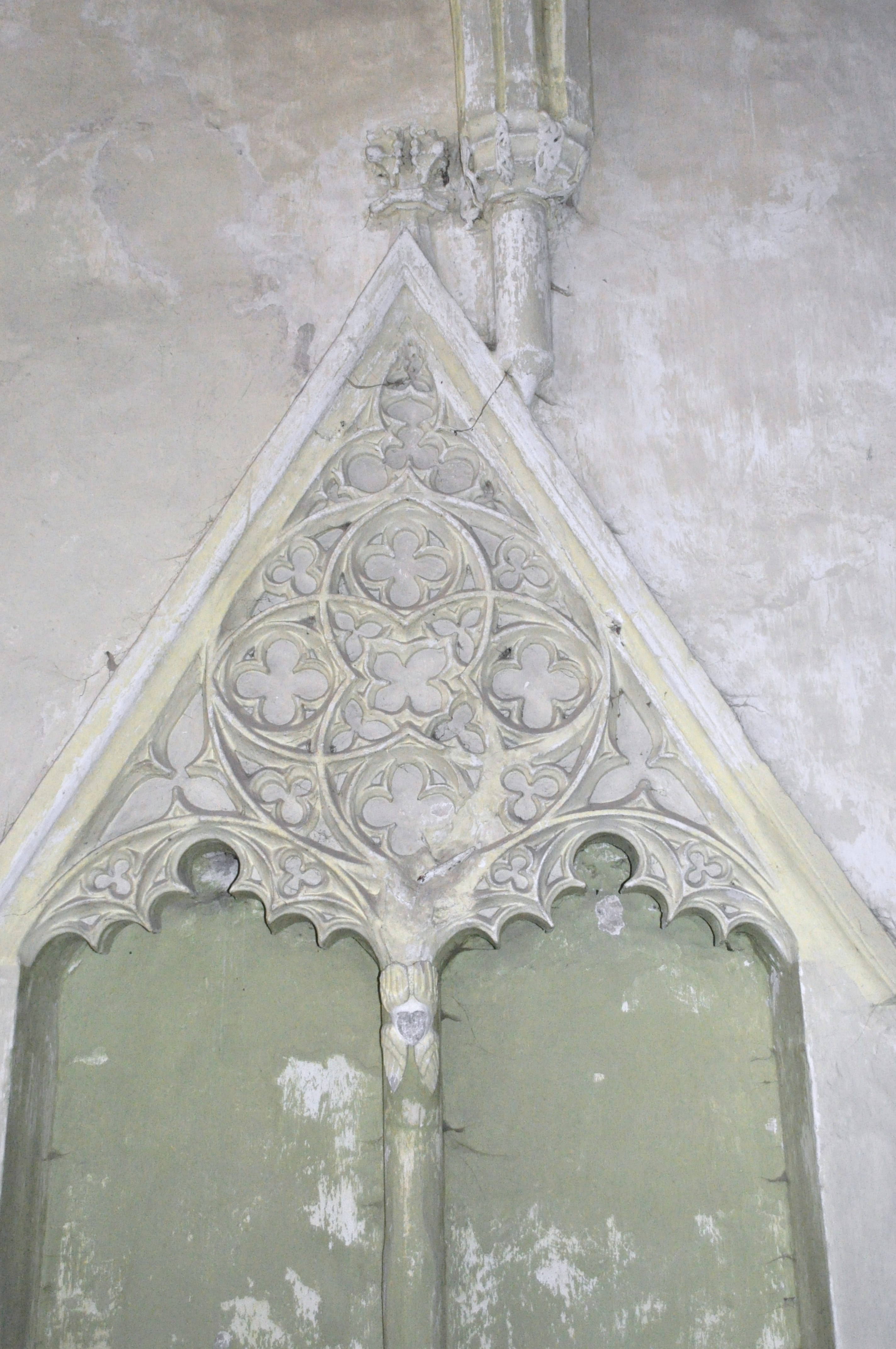
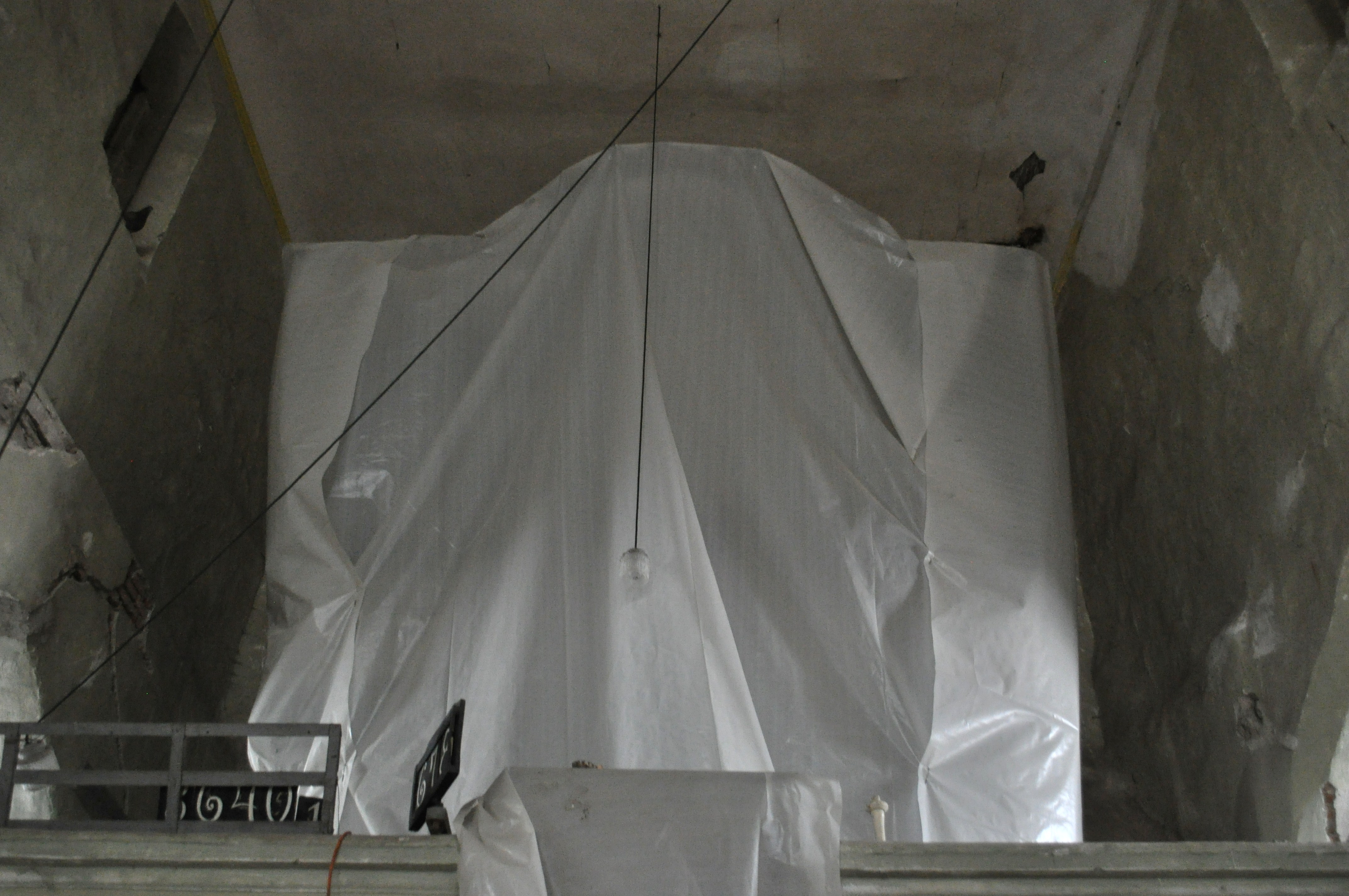
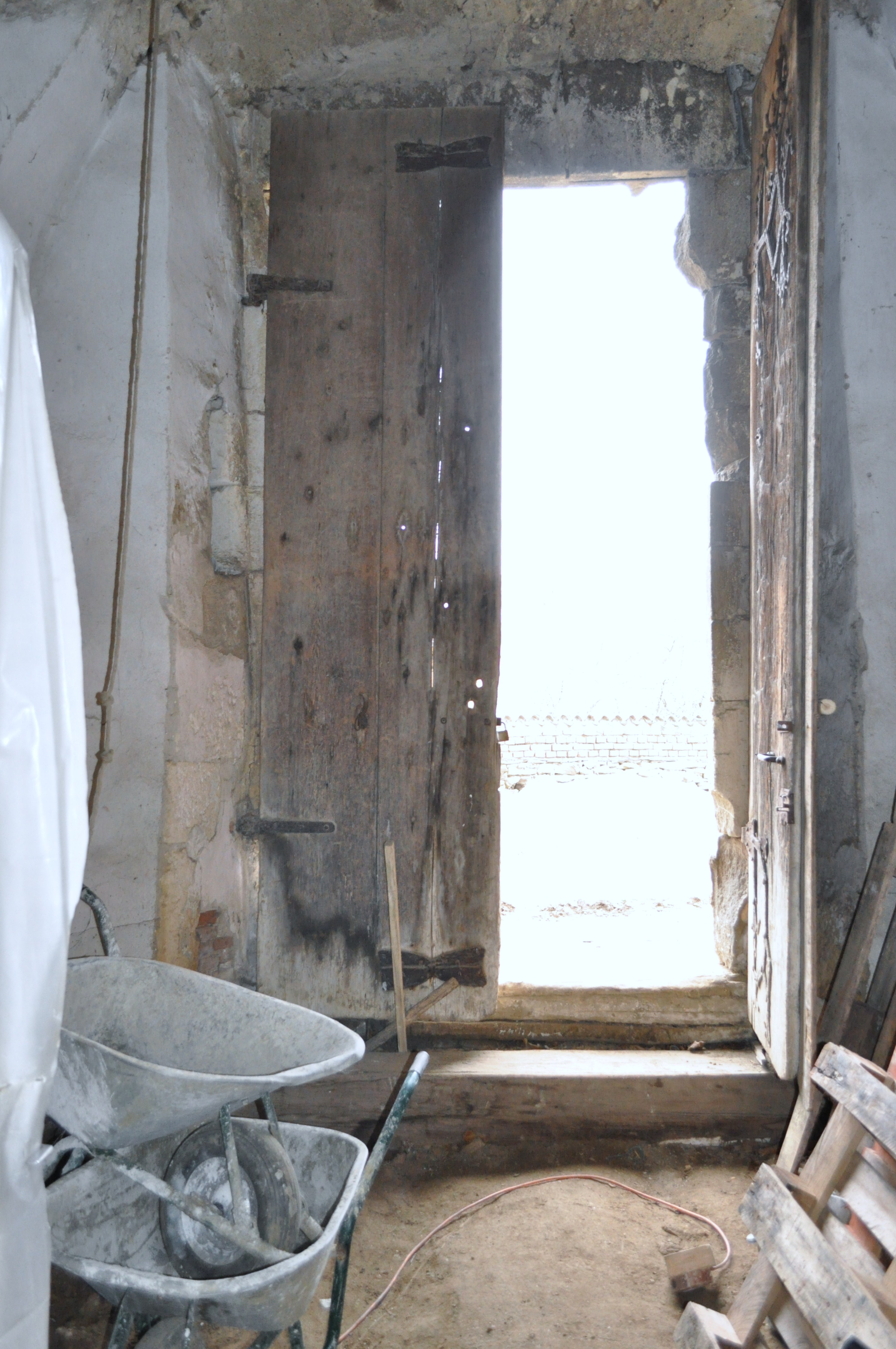